# 马赛
马赛（法語：Marseille，法語發音：[maʁsɛj] ⓘ），法国东南部城市，普罗旺斯-阿尔卑斯-蓝色海岸大区罗讷河口省的一个市镇，同时也是所在大区首府及所在省的省会，下辖马赛区，2022年1月1日时人口数量为877,215人，在法国城市中排名第二位，仅次于首都巴黎，并与相邻的普罗旺斯地区艾克斯以及周边的数十个市镇共同组成了艾克斯-马赛普罗旺斯都会区。
马赛位于地中海沿岸，市区三面环山、一面靠海，城市自老港向内陆区域延伸，市镇面积达240.6平方公里。马赛是法国艺术与历史之城，公元前六世纪就已有建城记载，被认为是法国最古老的城市之一。马赛在中世纪时为重要的宗教中心，近代因港口而吸引了大批移民，现为法国南部的政治、经济、科教、医疗、文化中心，艾克斯-马赛大学是法国乃至法语区规模最大的高等教育机构。马赛是世界水资源协会的总部所在地，是法国最大的港口城市，在2014年以前，马赛亦是地中海沿岸最大的港口。
马赛是法国重要的旅游城市，因当地温暖的气候和充足的日照而闻名，被称为“阳光大道”的法国A7高速公路直通马赛市中心，市区内亦有大量历史建筑。马赛也因同名足球俱乐部而闻名，后者是法国唯一一个获得欧洲冠军联赛总冠军的球队，此外齐内丁·齐达内的标志性的过人动作被称为“马赛回旋”。在艺术方面，法国作家安托南·阿尔托和埃德蒙·罗斯丹出生于马赛，另有大批文学及影视作品取材于此。2013年，马赛获得“欧洲文化之都”的称号。

## 地名来源
“马赛”一名来源于其在古典时期的名称“马萨利亚”（拉丁語：Massalia），其来源尚存在争议。根据历史文学家保罗·马里耶东的推断，该名称可能与古希腊的某个神话人物有关。也有史学家认为马萨利亚来源于古奥克语，意为“萨利人的山丘”，而萨利人正是高卢时期生活于此的一支土著部落，其都城昂特勒蒙位于普罗旺斯地区艾克斯境内，距离马赛市区不到20公里。
马赛在奥克语中写作。

## 历史
马赛是法国艺术与历史之城，其境内的科斯凯尔溶洞中发现了史前壁画，其年代距今约2.7至1.9万年。

### 古典时期
马赛的建城史始于公元前六世纪，是法国可考证的建城历史最长的城市之一。彼时，罗讷河口左岸的卡马格及沿海区域为高卢部落塞戈布里热人的活动范围。公元前600年左右，一支来自福西亚的古希腊部落在此驻扎，“马萨利亚”一名最初在公元前五世纪被记载，此后长期是一个自给自足的贸易港口城市。在希腊文化的影响下，马萨利亚还出现了讲堂，出生于马赛的皮西亞斯在此接受教育，后成为了欧洲重要的古典地理学家和航海家。古希腊历史学家查士丁在其《腓利史概要》（Abrégé des histoires philippiques）中对马萨利亚有着这样的记载：
|                          | 在塔奎尼乌斯执政时期，来自小亚细亚半岛的希腊福西亚青年人先在台伯河畔与罗马人签约，然后一路向西至罗讷河口处与高卢部落结盟...最终建造出了一座大型的都城。 |
| ——查士丁，《腓利史概要》 | |

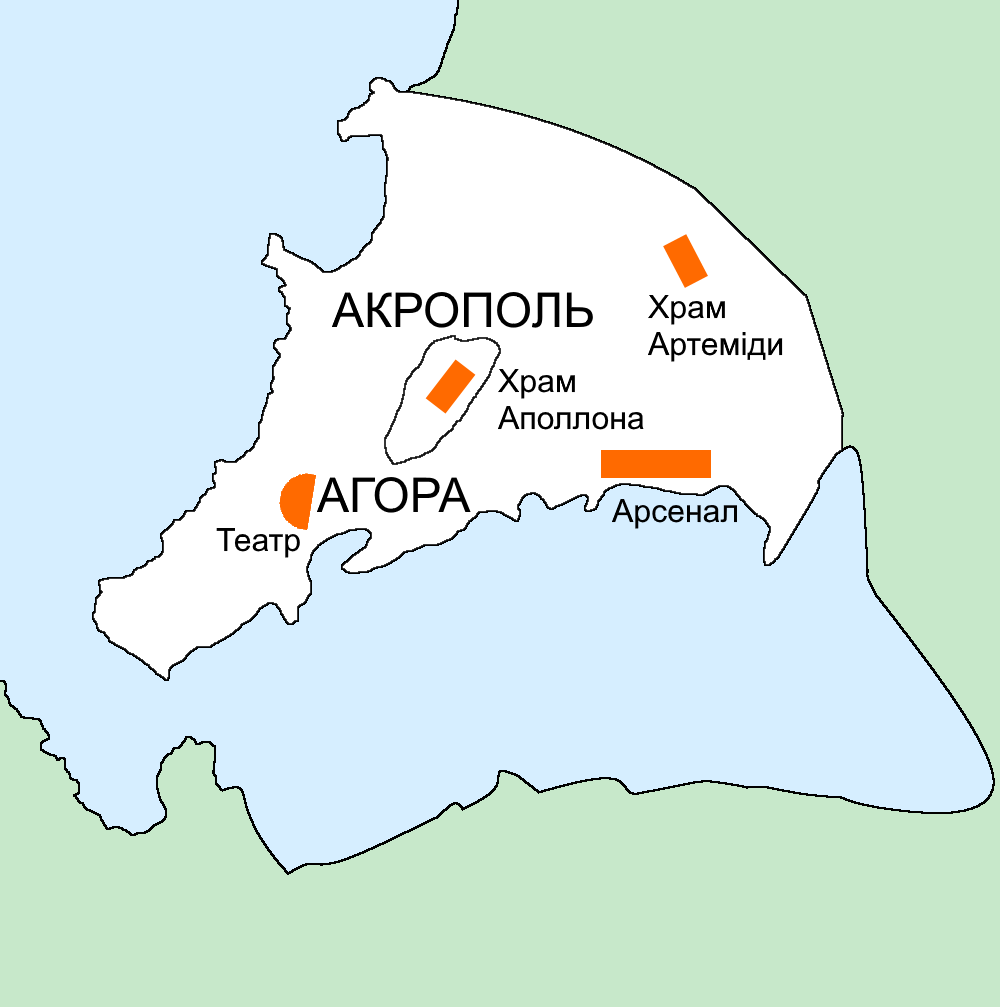
马萨利亚地图

公元前二世纪后，马萨利亚周边的利古里亚以及凯尔特人逐渐扩大活动范围，对马萨利亚造成了一定的威胁，当地的执政者向罗马寻求保护。公元前181年，罗马将军卢基乌斯·埃米利乌斯·保卢斯·马其顿尼库斯首次应战，驱赶了侵略者。公元前一世纪，古罗马政治家格奈乌斯·庞培曾再次帮助马萨利亚，并获得当地执政者及居民的支持，此后，罗马共和国发生内战，凯撒大帝为打击格奈乌斯·庞培的势力，于公元前49年在马赛发起了围城战并获得胜利，原本在此驻扎了庞陪亲信卢修斯·多米蒂乌斯·阿诺巴比斯逃往西班牙，马赛及普罗旺斯成为纳博讷高卢的一部分。
入主高卢后，罗马人在马赛大兴土木，一条连接马赛和尤利娅·奥古斯都大道的支线罗马道路得以兴建，港口得到整治，对外贸易日渐繁荣。此外当地出现了多处罗马式的建筑，包括斗兽场、歌剧院、引水渠等，首个大型天主教堂与公元三世纪初建成。公元三世纪末，罗马帝国在戴克里先的统治下一分为二，马赛被划归至西罗马帝国。公元309年（一说公元310年），西罗马帝国皇帝馬克西米安与其子马克森提乌斯因夺权而决裂，马克西米安发动叛变但未能得逞，随后在马赛城内自杀；马克森提乌斯则在312年的米尔维安大桥战役中溺亡。此后，西罗马帝国日趋衰落，在四帝共治制的推行下，纳博讷高卢一分为三，马赛成为“第二纳博讷”（Narbonensis secunda）的一部分，其附近沿海区域被称为“阿尔勒省”（Provincia Arelatensis）。

### 中世纪

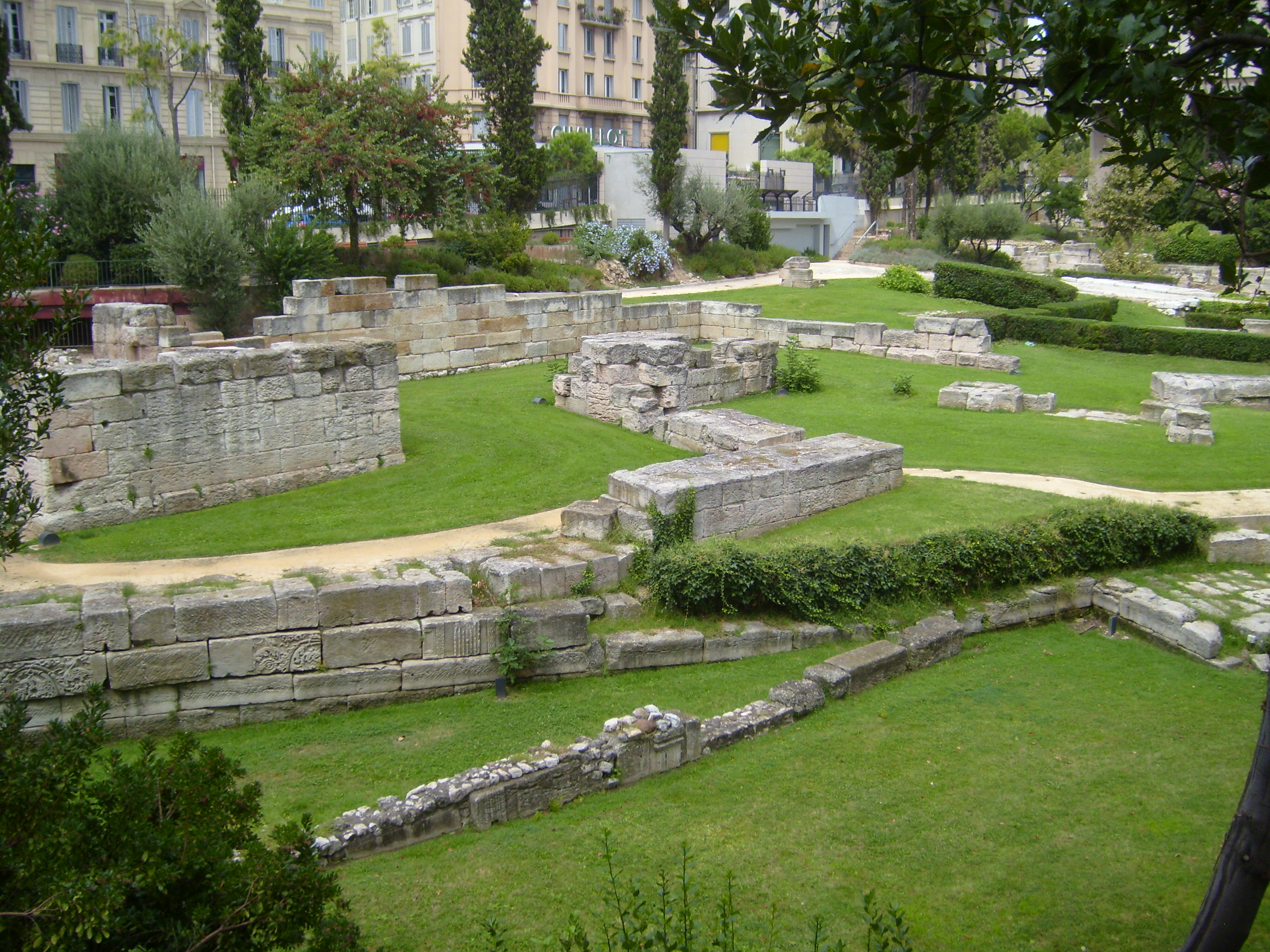
马萨利亚遗址

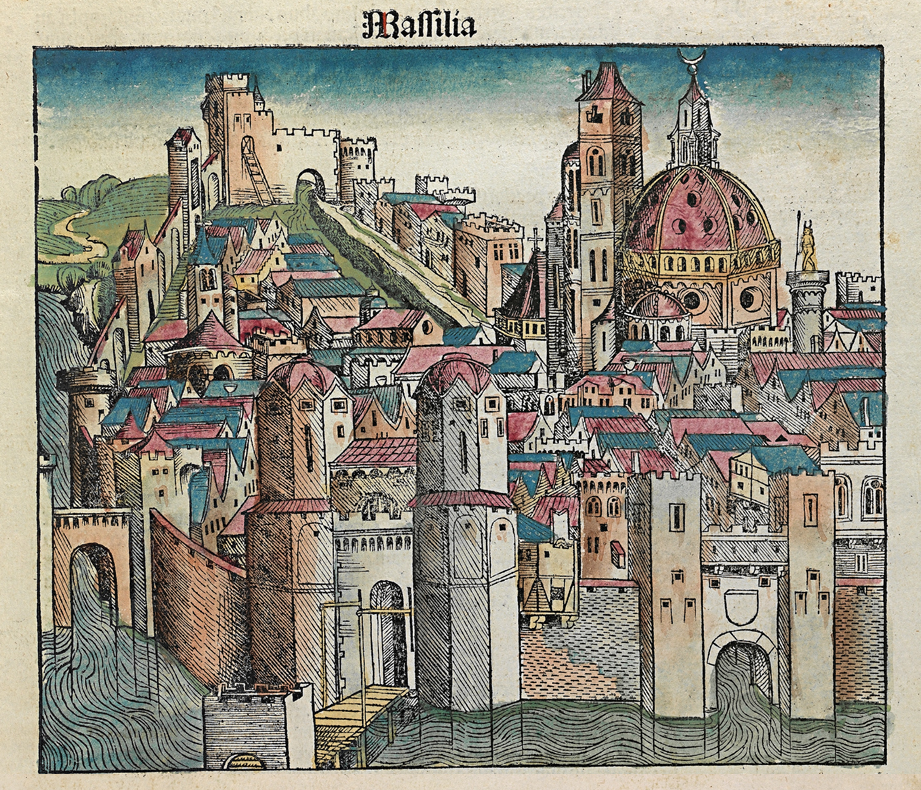
中世纪初的马赛

马赛的首任主教为奥勒修斯，于公元314年3月起担任；公元五世纪初，马赛的第二任主教普罗库卢斯修建了首个小教堂。公元416年，圣职者让·卡西安主持修建聖維克多修道院，以天主教圣让维克多命名；此后又于433年左右建成一处女子修道院，马赛逐渐成为基督教的一个文化中心，半伯拉纠主义在此兴盛。
公元5世纪末，西罗马帝国已基本灭亡，日耳曼蛮族東哥德人一路向西，建立了東哥德王國。公元508年阿尔勒围城战后，东哥特人败北，其王国内的普罗旺斯部分区域被法兰克人和勃艮第人瓜分。彼时，马赛已成为由老港附近的“下城”（ville basse）和周边高地上的“上城”（ville haute）两个部分组成的重要港口城市。公元六世纪后，马赛与地中海东段的拜占庭帝国联系日益密切，当地出现了铸币作坊，商人可使用拜占庭帝国货币直接进行贸易往来，公元七世纪初希拉克略执政后，马赛与拜占庭的交往因战乱而终止。公元734年，普罗旺斯公爵莫龙特曾发动叛变，被法兰克国王查理·马特镇压。公元843年《凡尔登条约》签订后，法兰克帝国一分为三，其中马赛所在的中法兰克王国于855年再次分裂，根据《普吕姆条约》，包括马赛在内的王国南部部分被划为普罗旺斯王国（又称“下勃艮第王国”），公元933年后与上勃艮第王国合并，成为阿尔勒王国。此后，普罗旺斯贵族阿吕尔夫获得子爵头衔，其长子纪尧姆一世于977年成为马赛的首位子爵。
中世纪中期，随着额我略改革的推进，马赛出现了一分为二的局面：其中主教的权利逐渐扩张，其所在的上城通过宪章实现政教合一；下城则由马赛子爵独立管理。第三次十字军东征时期，理查一世于1190年从马赛出发，前往西西里岛与腓力一世会合，征战耶路撒冷。
1247年，安茹国王查理一世与普罗旺斯伯爵之女贝亚特丽斯联姻，从而继承了伯爵爵位。1257年，为保护当地的贸易自由，查理一世与马赛主教签订了《和平宪章》。1343年，普罗旺斯女伯爵乔万娜一世获得了马赛上城的司法权；1348年，马赛实现统一。
1347年11月1日，马赛发现首例黑死病病例，此后疫情在马赛蔓延，近两年的时间内，当地2.5万的居民内有超过1.5万因黑死病而丧生。疫情过后，大批犹太人移居马赛，当地形成犹太街区。1482年，马赛及其所在的整个普罗旺斯伯国划入法兰西，彼时，西欧诸地出现反犹浪潮，路易十二于1501年颁布法令，下令驱逐国内的犹太居民，马赛的犹太商人纷纷逃离，犹太街区随即消失。
16世纪初，弗朗索瓦一世在执政期间开发马赛港口外部的弗留利群岛，并在此修建伊夫城堡。1524年，神圣罗马帝国曾在此发动马赛围城战但未能成功，此后伊夫城堡被扩建成为军事堡垒，成为马赛海防设施的一部分。16世纪末，马赛市长夏尔·德·卡索通过强硬措施对抗萨瓦公爵，并大肆任命其亲信为官员，企图将马赛建为一个独立自主的贸易口岸，最终于1596年2月17日被吉斯公爵派兵刺杀。

### 近代

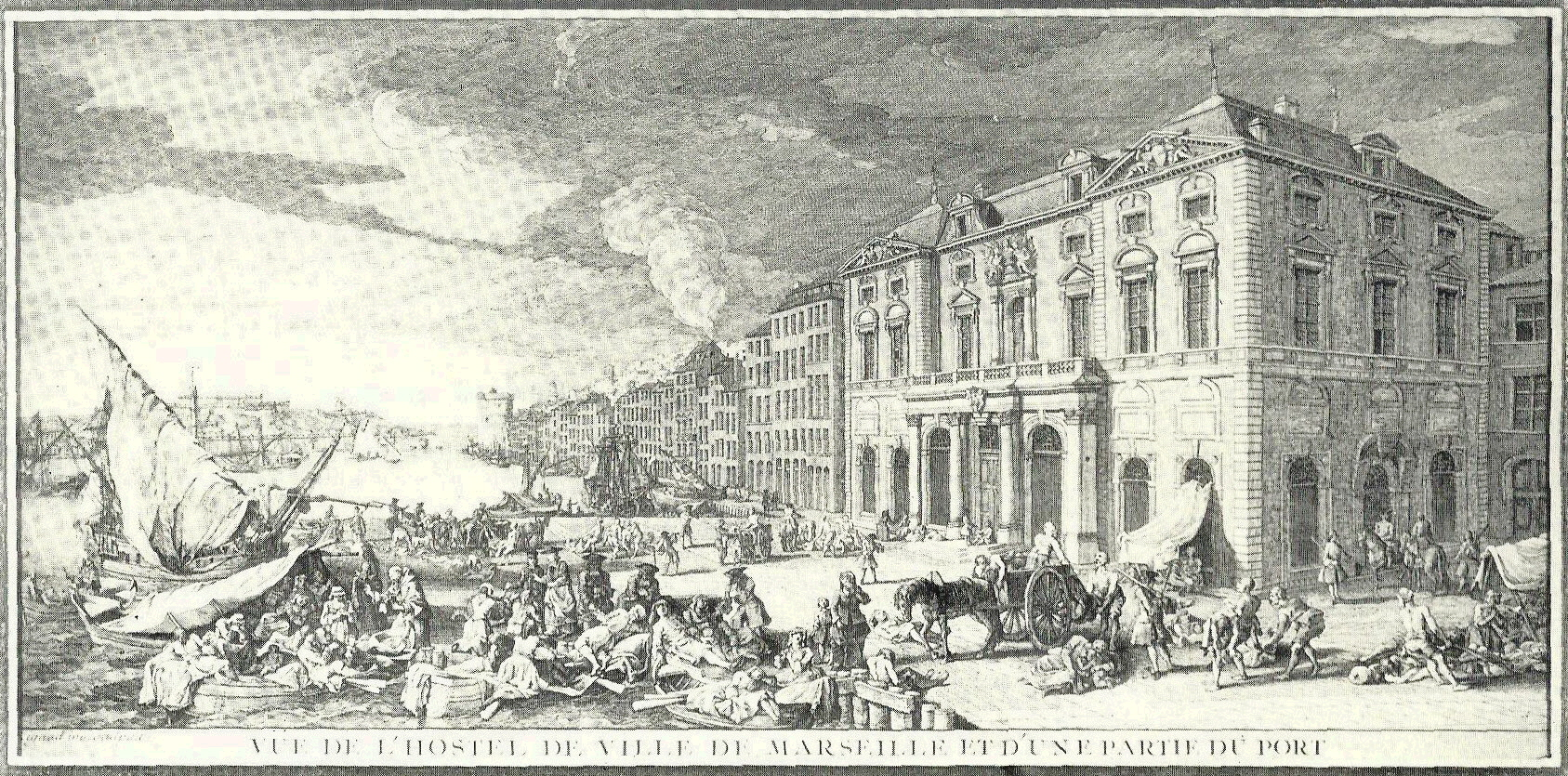
1720年马赛大瘟疫

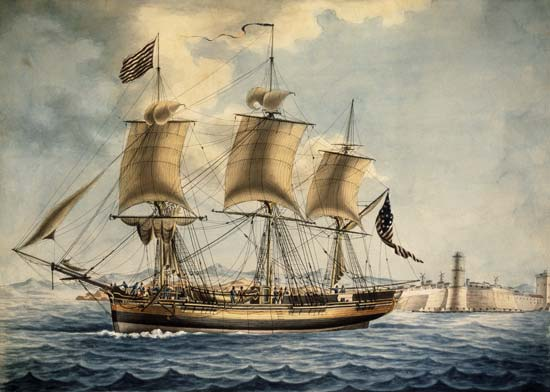
19世纪初的马赛附近的船只

自中世纪起，马赛就已成为地中海沿岸重要的商业贸易港口。1720年5月25日，来自黎凡特的大圣安托万号邮轮在进入马赛港口停靠时，因当地管理人员疏忽，其所运载的货物在未经检查的情况下就被接收，致使其携带的黑死病病菌被港口人员接触，随后爆发馬賽大瘟疫，在此后的两年多时间内，疫情波及至整个普罗旺斯地区，仅马赛的九万居民中就有五万人丧生，其遇难者遗体直至1724年底才被彻底清理。此后，马赛的人口数量在18世纪中期逐渐恢复，当地推行了一系列防范措施，但是大批商人还是对马赛产生了抵触情绪，其中一些选择迁移至地中海沿岸的其它法国港口，包括塞特、阿尔勒以及尼斯。尽管如此，马赛作为文化交流窗口吸引了许多贵族学者，1724年，当地建成了马赛学会，航海、文学、艺术等多个领域的重要人物慕名加入其中。
法国大革命时期，普罗旺斯行省被撤销，马赛成为罗讷河口省的一个市镇。因战略需要，革命派将彼时所有沿海省份的行政中心均设置于内陆地区，其中罗讷河口省的省会为艾克斯，马赛由此失去了行政地位，马赛学会也一度被撤销，后复设。
19世纪时，随着工业革命的推广和法国对外的殖民扩张，马赛成为法国面向北非及中东地区的主要交流口岸，其城市得到空前的发展。1842年，连接马赛北侧和阿尔勒之间的运河正式通航；1848年，巴黎－马赛铁路建成，马赛由此成为一个水陆中转码头。1867年，罗讷河口省的省会由艾克斯迁至马赛。1869年苏伊士运河开通之后，由法国前往印度及东亚的船只可借道地中海，马赛港开通了前往除北欧外世界各主要地区海运航线，由此吸引了大批来自法国各殖民地的居民。至19世纪末，马赛已确立了其仅次于巴黎的法国第二大城市的地位，同时也成为了地中海沿岸吞吐量最大的港口。
1871年3月22日—4月5日，为响应巴黎公社起义，建立了马赛公社。
19世纪末，正值意大利统一战争时期，大批意大利人逃离祖国前往马赛驻扎，至1881年，马赛的意大利裔居民占到了总数的16%。大批移民使得当地的生活和就业受到影响。1881年6月，马赛发生排意大利人事件，造成多人受伤，与意大利人情况类似的突尼斯裔居民社群也在事件中受到了波及。1884年，马赛发生霍乱疫情，造成1,777人丧生。

### 现代

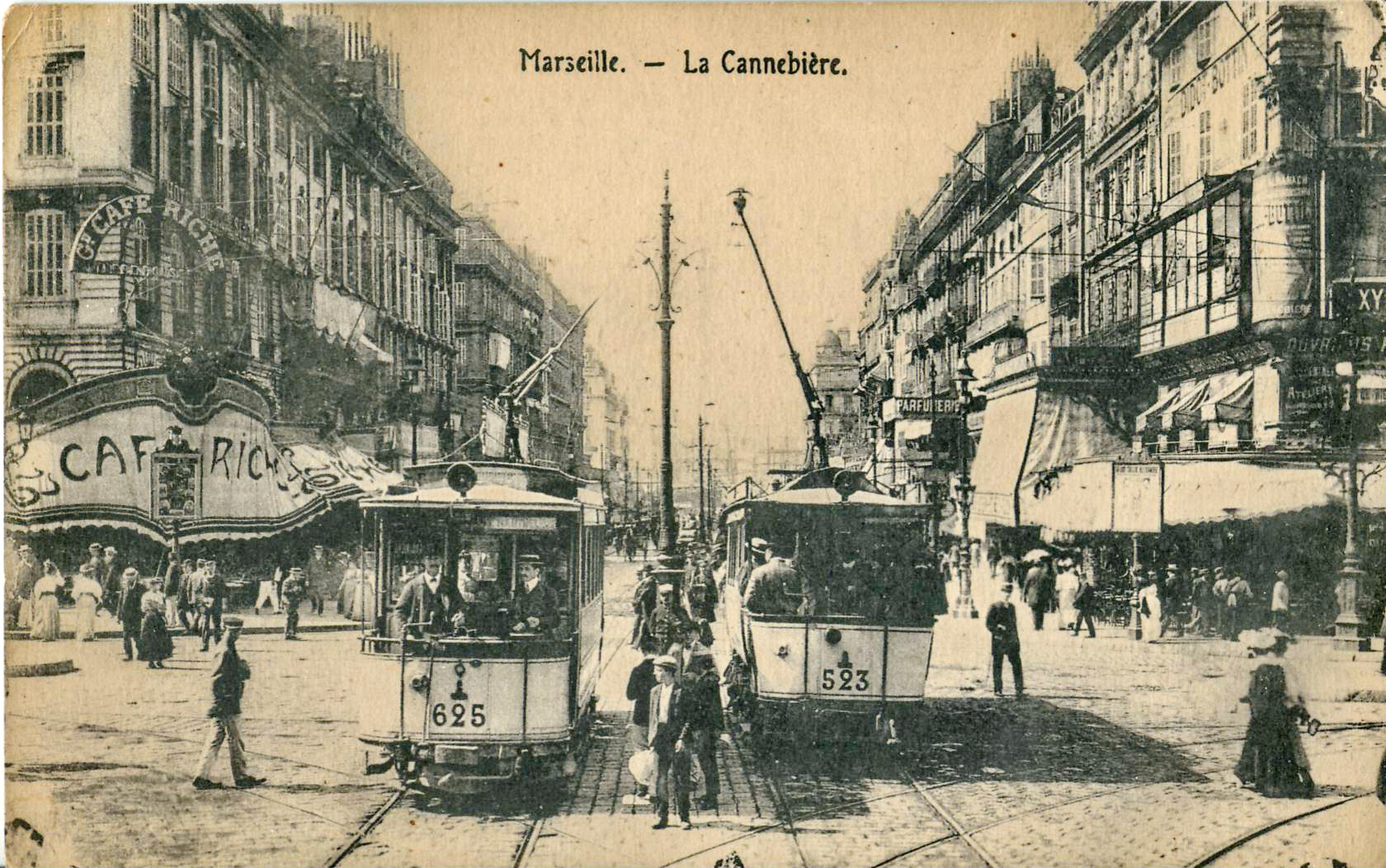
20世纪初运行于马赛街头的有轨电车

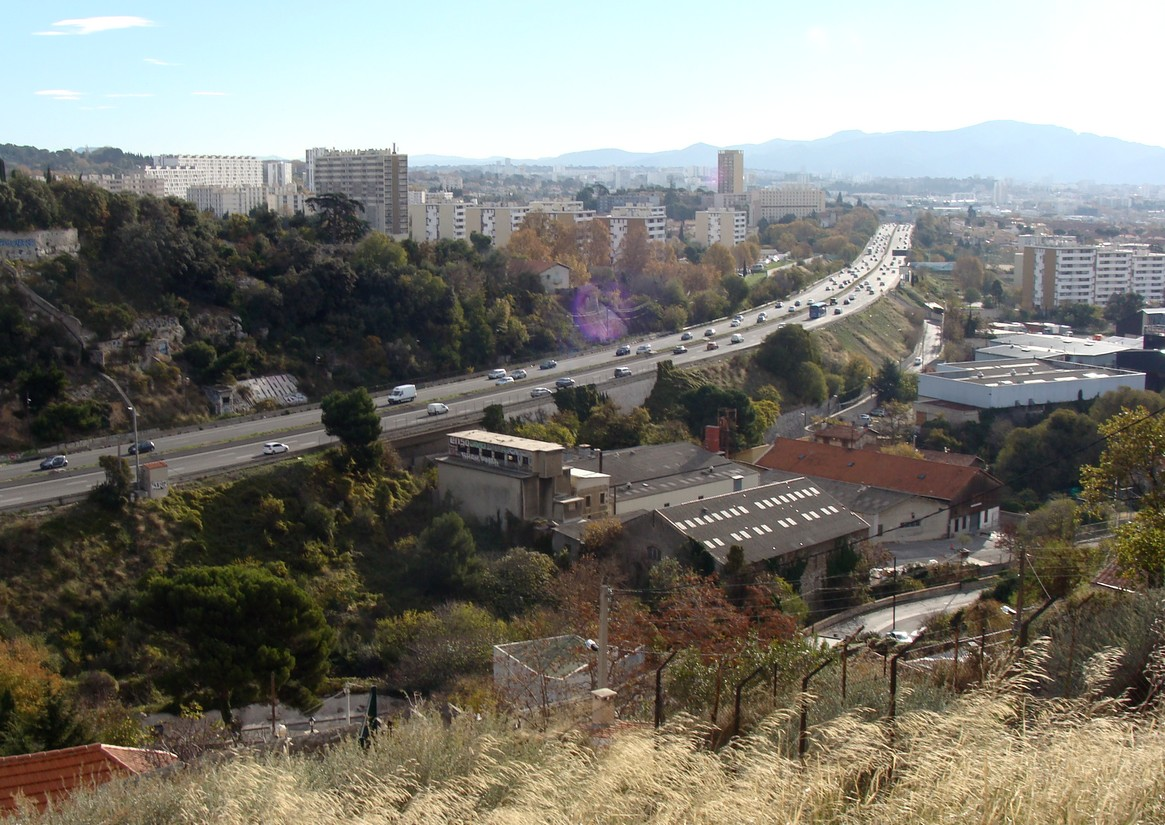
二战后逐渐形成的马赛北部街区

随着法国殖民地的日益扩张和发展，马赛吸引了越来越多来自非洲及中东地区的移民，当地人口数量不断增加，从1870年的30万增长至1930年的70万。1906年和1922年，马赛两度举办殖民地博览会。人口的增加也使得马赛城市不断扩张，当地出现了大批的现代民居，同时也出现了有轨电车、邮局、电影院等市政设施。原建于18世纪的马赛歌剧院在1919年的一场火灾中被烧毁，新的歌剧院于1924年建成。
第一次世界大战后，奥斯曼土耳其爆发亚美尼亚种族灭绝，大批亚美尼亚移民逃往西欧，其中马赛居住了大约6万居民。1934年10月9日，拒绝承认克罗地亚为一个独立国家的南斯拉夫王国亚历山大一世在马赛会见法国外交部长路易·巴尔杜，途径市中心的麻田街时被刺杀，行凶者弗拉多·切尔诺泽姆斯基也身受重伤，在刺杀案发生后不治身亡。1938年10月28日，马赛发生新百货大楼火灾，造成73人遇难，此后，马赛成立了法国唯一的消防海军联合队。
第二次世界大战期间，马赛被傀儡通敌政权统治，菲利普·贝当曾于1940年12月3日访问马赛，此后马赛被纳粹德军实际控制。1943年1月，在希特勒的指挥下，纳粹德军在马赛对当地的犹太人进行了大规模的搜查，强行驱逐了近六千名犹太居民，当地的犹太区被冠以“罪恶街区”的名号而摧毁。1944年8月龙骑兵行动后，联军和法兰西内政军登陆普罗旺斯，于8月21日至28日间在马赛与当地的纳粹德军戰鬥并取得胜利。
二战后，随着殖民地独立运动的推进，越来越多原居于北非及中东地区殖民地的法裔居民返回法国本土。1962年阿尔及利亚战争结束后，大批黑脚和哈尔基离开阿尔及利亚，他们其中大部分选择了气候较为接近的地中海沿岸，马赛作为重要港口接纳了大批相关移民。马赛城市逐渐向内陆扩张，其中北部街区被开发成为大型的居民区，被称为“阳光公路”的法国A7高速公路以城市快速路的形式纵贯这一区域，同时支线与老港下穿隧道连接。1977年，马赛地铁1号线建成通车。与此同时，外籍移民的增加也对当地的治安带来了一定的影响，在20世纪70年代，马赛频繁出现种族歧视事件，1973年，马赛发生针对阿拉伯人的袭击，其中阿尔及利亚驻马赛领事馆被毁。
20世纪90年代，马赛因同名足球俱乐部而受到关注，后者在1992–93年欧洲冠军联赛中夺冠，成为法国首个获得该项目冠军的球队。2001年，法国高速铁路地中海线建成通车，马赛至巴黎实现全程高铁，最佳旅行时间缩短至3小时左右。2017年10月1日，马赛火车站发生枪击案，造成2人丧生。2018年11月5日，马赛市中心的欧巴涅街一处居民楼发生垮塌，造成8人遇难。

## 地理

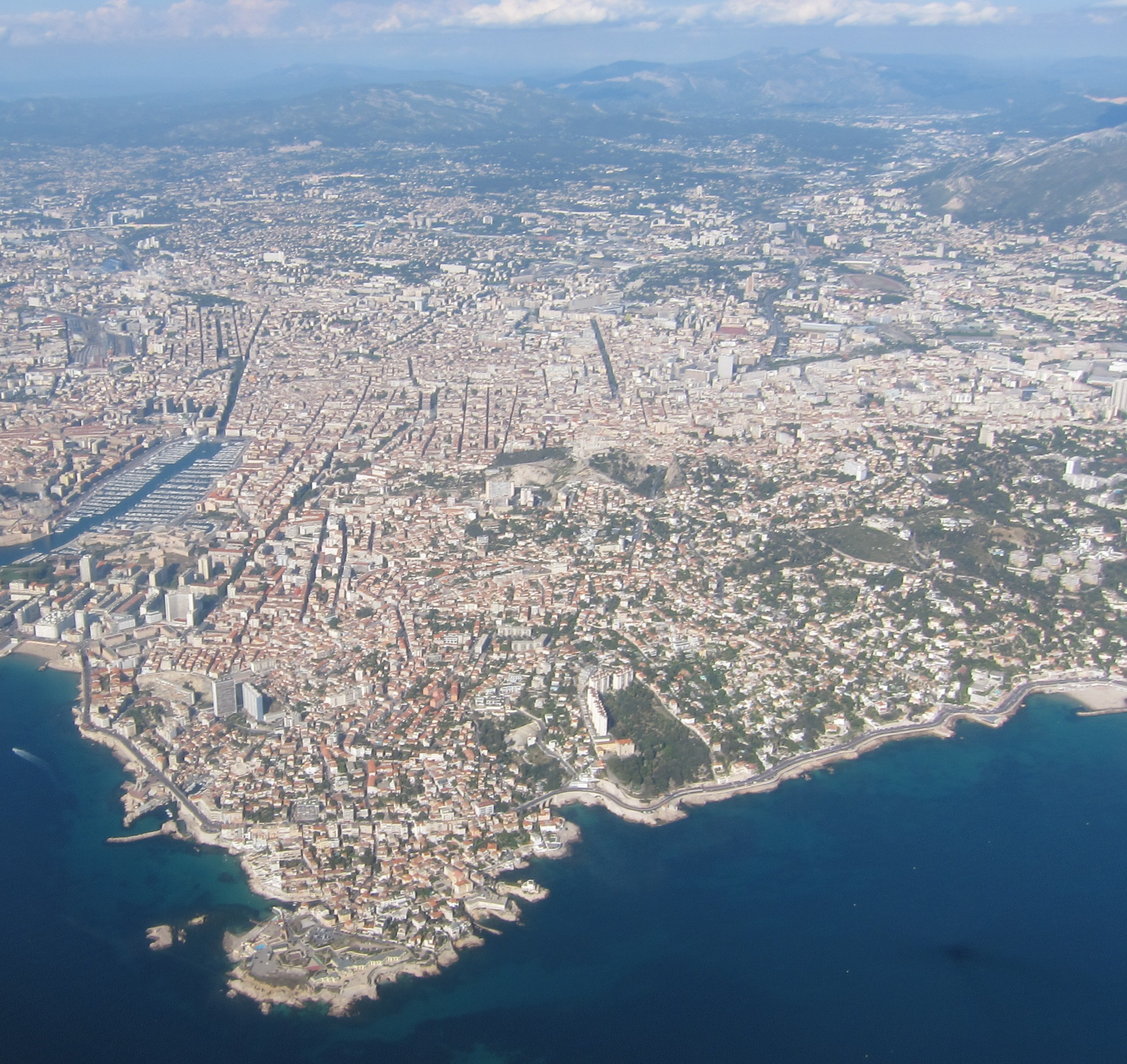
鸟瞰马赛

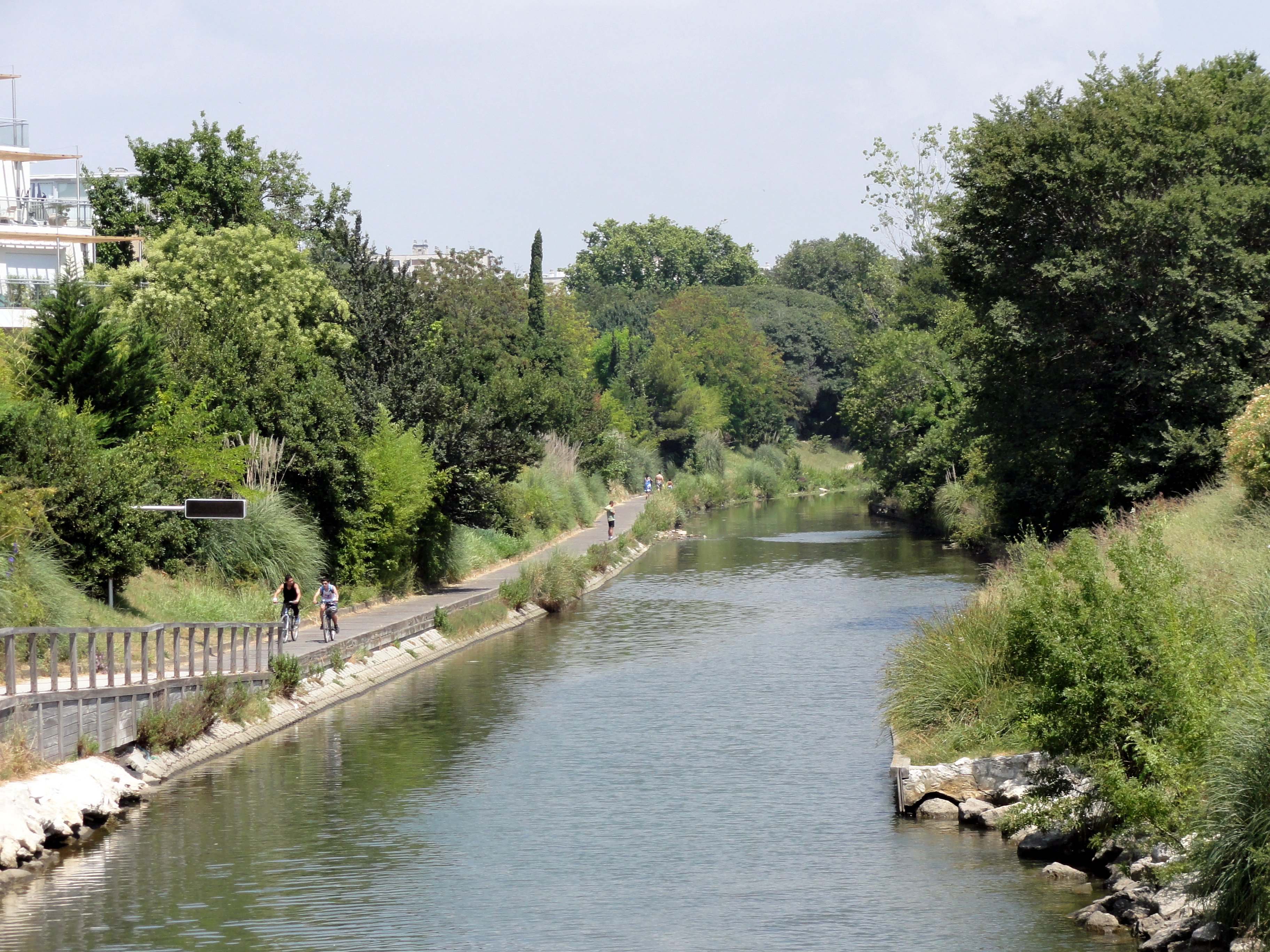
马赛境内的于沃讷河

马赛位于法国东南部，普罗旺斯-阿尔卑斯-蓝色海岸大区西南部和罗讷河口省南部，距离法国首都巴黎大约862公里。与马赛接壤的市镇包括：阿洛、欧巴涅、卡西、于沃讷河畔拉佩讷、莱佩讷米拉博、普朗德屈克、勒罗沃、塞普泰姆莱瓦隆、锡米亚讷科隆格。

### 地形
马赛位于地中海北岸的一处山间谷地上，市区西部临海，北、东、南三面分别为莱图瓦勒山、加尔拉邦山和马赛韦尔山，其中沿海的山地多为喀斯特地貌，被称为“卡朗克山”，并已被设为国家级森林公园。除老港及部分街区外，市内大部分区域为丘陵地貌，部分街区有较为明显的起伏，全境海拔在0到640米之间。

### 地质
马赛市区坐落于一片礫岩和砂岩之上，经过常年的风化侵蚀，其地表已无明显起伏，并且在风化搬运作用下，当地亦有大量的黏土存在；市区南侧则为地表抬升以及海洋侵蚀作用下产生的露头，根据其岩性推断，这一区域的岩层形成于白垩纪初期。
法国国家地质与矿产勘探局在马赛设有一处办公中心。

### 水文
于沃讷河自东向西流经马赛市区南部，该河独立入海；其右岸支流雅雷河流经市区东部，水量较小，部分河段被现代建筑物覆盖，或有较为明显的人工改造痕迹。

### 植被
马赛属于亚热带硬叶林区，林地广泛分布于市区附近的山坡上，市区内的主要绿地公园包括马赛植物花园、博雷利公園、白宫公园等，均常年免费向公众开放。

### 气候
马赛在柯本气候分类法中属于地中海气候（Csa），冬季温暖湿润、夏季干燥炎热，秋季常受到密史脱拉风的影响，出现短时强降水。当地最高气温记录为39.7摄氏度，出现于1983年7月26日；最低气温记录为-16.8摄氏度，出现于1956年2月12日。
马赛机场附近设有气象站，以下为该气象站的数据：
| 马赛机场1981年－2019年 | 马赛机场1981年－2019年 | 马赛机场1981年－2019年 | 马赛机场1981年－2019年 | 马赛机场1981年－2019年 | 马赛机场1981年－2019年 | 马赛机场1981年－2019年 | 马赛机场1981年－2019年 | 马赛机场1981年－2019年 | 马赛机场1981年－2019年 | 马赛机场1981年－2019年 | 马赛机场1981年－2019年 | 马赛机场1981年－2019年 | 马赛机场1981年－2019年 |
| 月份                   | 1月                    | 2月                    | 3月                    | 4月                    | 5月                    | 6月                    | 7月                    | 8月                    | 9月                    | 10月                   | 11月                   | 12月                   | 全年                   |
| ---------------------- | ---------------------- | ---------------------- | ---------------------- | ---------------------- | ---------------------- | ---------------------- | ---------------------- | ---------------------- | ---------------------- | ---------------------- | ---------------------- | ---------------------- | ---------------------- |
| 历史最高温 °C（°F）    | 19.9 (67.8)            | 22.4 (72.3)            | 25.4 (77.7)            | 29.6 (85.3)            | 34.9 (94.8)            | 39.6 (103.3)           | 39.7 (103.5)           | 39.2 (102.6)           | 34.3 (93.7)            | 30.4 (86.7)            | 25.2 (77.4)            | 20.3 (68.5)            | 39.7 (103.5)           |
| 平均高温 °C（°F）      | 11.4 (52.5)            | 12.5 (54.5)            | 15.8 (60.4)            | 18.6 (65.5)            | 22.9 (73.2)            | 27.1 (80.8)            | 30.2 (86.4)            | 29.7 (85.5)            | 25.5 (77.9)            | 20.9 (69.6)            | 15.1 (59.2)            | 11.9 (53.4)            | 20.1 (68.2)            |
| 日均气温 °C（°F）      | 7.1 (44.8)             | 8.1 (46.6)             | 11 (52)                | 13.8 (56.8)            | 18 (64)                | 21.8 (71.2)            | 24.8 (76.6)            | 24.4 (75.9)            | 20.6 (69.1)            | 16.6 (61.9)            | 11.1 (52.0)            | 7.9 (46.2)             | 15.4 (59.7)            |
| 平均低温 °C（°F）      | 2.9 (37.2)             | 3.6 (38.5)             | 6.2 (43.2)             | 9.1 (48.4)             | 13.1 (55.6)            | 16.6 (61.9)            | 19.4 (66.9)            | 19 (66)                | 15.7 (60.3)            | 12.4 (54.3)            | 7.2 (45.0)             | 4 (39)                 | 10.8 (51.4)            |
| 历史最低温 °C（°F）    | −12.4 (9.7)            | −16.8 (1.8)            | −10 (14)               | −2.4 (27.7)            | 0 (32)                 | 5.4 (41.7)             | 7.8 (46.0)             | 8.1 (46.6)             | 1 (34)                 | −2.2 (28.0)            | −5.8 (21.6)            | −12.8 (9.0)            | −16.8 (1.8)            |
| 平均降水量 mm（）      | 48 (1.9)               | 31.4 (1.24)            | 30.4 (1.20)            | 54 (2.1)               | 41.1 (1.62)            | 24.5 (0.96)            | 9.2 (0.36)             | 31 (1.2)               | 77.1 (3.04)            | 67.2 (2.65)            | 55.7 (2.19)            | 45.8 (1.80)            | 515.4 (20.29)          |
| 月均日照時數           | 145.1                  | 173.7                  | 238.7                  | 244.5                  | 292.9                  | 333.4                  | 369.1                  | 327.4                  | 258.6                  | 187.1                  | 152.5                  | 134.9                  | 2,857.9                |
| 来源：infoclimat.fr    |                        |                        |                        |                        |                        |                        |                        |                        |                        |                        |                        |                        |                        |

## 政治

### 行政区划
马赛是法国普罗旺斯-阿尔卑斯-蓝色海岸大区罗讷河口省的一个市镇，编号为13055，它也是普罗旺斯-阿尔卑斯-蓝色海岸大区的首府和罗讷河口省的省会。马赛下辖马赛区，管理马赛第一、二、三、四、五、六、七、八、九、十、十一和十二县，同时也是艾克斯-马赛普罗旺斯都会区的办公驻地。
法国国家统计与经济研究所（简称）在进行数据统计时，将马赛及相邻的另外48个市镇设为马赛城市核心区，并将包括核心区在内的周边共90个市镇划为马赛城市区。同时，还将马赛市镇分为了近两百个“块区”（IRIS），以便于统计人口分布情况。
| 马赛行政区划                                                                                | 马赛行政区划 | 马赛行政区划 | 马赛行政区划 | 马赛行政区划 | 马赛行政区划 | 马赛行政区划        | 马赛行政区划 |
| ------------------------------------------------------------------------------------------- | ------------ | ------------ | ------------ | ------------ | ------------ | ------------------- | ------------ |
| 一区 二区 三区 四区 五区 六区 七区 八区 九区 十区 十一区 十二区 十三区 十四区 十五区 十六区 |              |              |              |              |              |                     |              |
| 街区名称                                                                                    | 街区原名     | 所属选区     | 邮编         | INSEE编码    | 面积 （km²） | 人口数量 （2017年） |              |
| 一区                                                                                        |              | 第一         | 13001        | 13201        | 1.8          | 38,482              |              |
| 二区                                                                                        |              | 第二         | 13002        | 13202        | 5            | 24,153              |              |
| 三区                                                                                        |              | 第二         | 13003        | 13203        | 2.6          | 55,653              |              |
| 四区                                                                                        |              | 第三         | 13004        | 13204        | 2.9          | 49,744              |              |
| 五区                                                                                        |              | 第三         | 13005        | 13205        | 2.2          | 45,020              |              |
| 六区                                                                                        |              | 第四         | 13006        | 13206        | 2.1          | 38,804              |              |
| 七区                                                                                        |              | 第一         | 13007        | 13207        | 5.7          | 34,866              |              |
| 八区                                                                                        |              | 第四         | 13008        | 13208        | 18.6         | 83,414              |              |
| 九区                                                                                        |              | 第五         | 13009        | 13209        | 63.2         | 76,347              |              |
| 十区                                                                                        |              | 第五         | 13010        | 13210        | 10.8         | 59,852              |              |
| 十一区                                                                                      |              | 第六         | 13011        | 13211        | 29.9         | 59,033              |              |
| 十二区                                                                                      |              | 第六         | 13012        | 13212        | 14           | 64,276              |              |
| 十三区                                                                                      |              | 第七         | 13013        | 13213        | 28.1         | 93,425              |              |
| 十四区                                                                                      |              | 第七         | 13014        | 13214        | 16.4         | 59,230              |              |
| 十五区                                                                                      |              | 第八         | 13015        | 13215        | 16.9         | 79,501              |              |
| 十六区                                                                                      |              | 第八         | 13016        | 13216        | 16.3         | 15,415              |              |

马赛被分为16个区（arrondissement），这些区每两个组成一个选区。市政选举按区进行。每一个区选举自己的议员（共计303个），其中的三分之一为市议员。
在街区管理方面，马赛实行街区自治制度。
| 马赛选区议员数量 |      |      |      |      |      |      |      |      |      |
| 选区             | 第一 | 第二 | 第三 | 第四 | 第五 | 第六 | 第七 | 第八 | 总计 |
| 选区议员         | 22   | 16   | 22   | 30   | 30   | 26   | 32   | 24   | 202  |
| 市议员           | 11   | 8    | 12   | 13   | 15   | 13   | 16   | 12   | 101  |
| 合计             | 33   | 24   | 33   | 42   | 45   | 39   | 48   | 36   | 303  |

### 市长

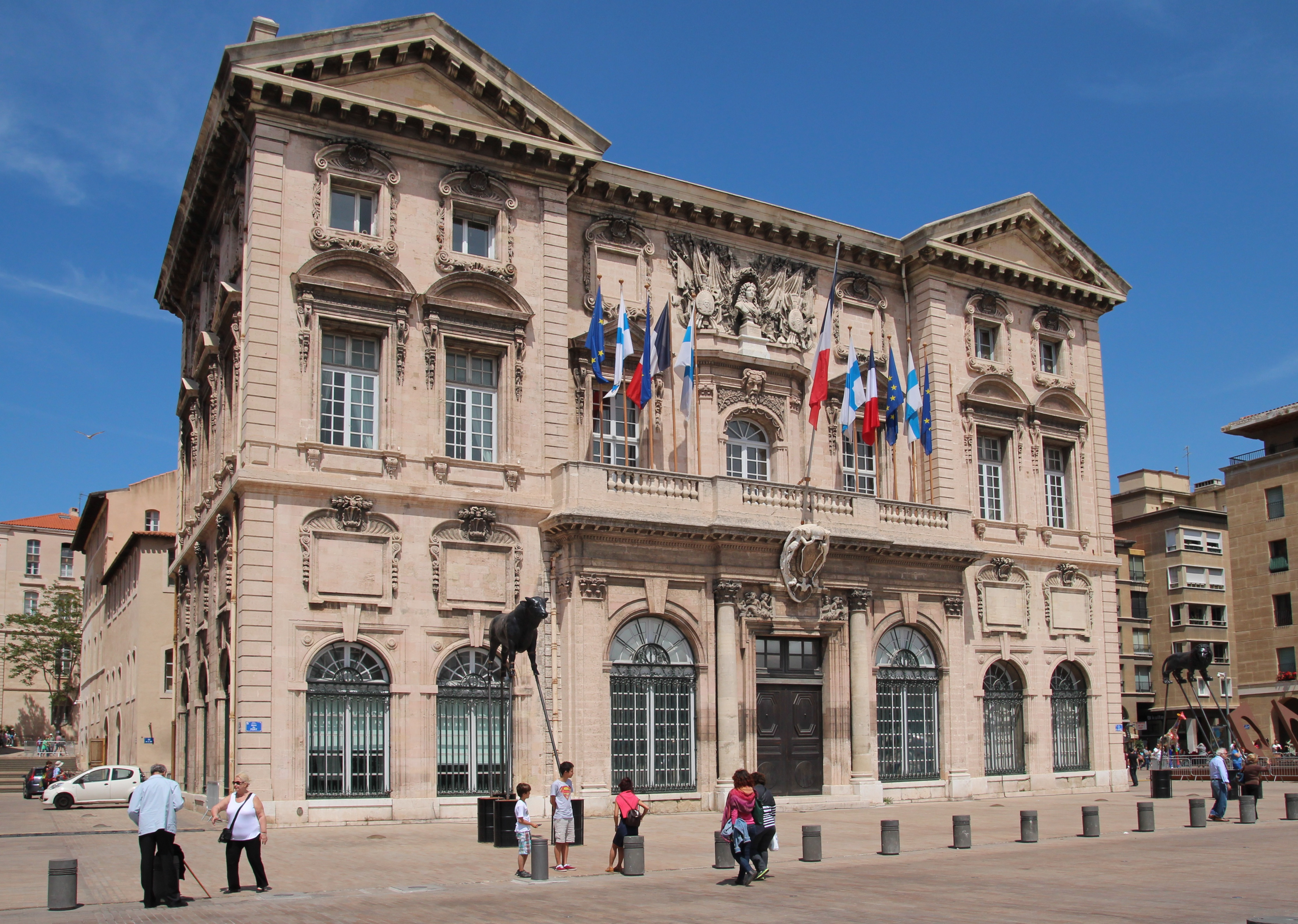
马赛市政厅

马赛的现任市长为伯努瓦·帕扬先生，他是欧洲生态－绿党的一名成员，自2020年12月21日起担任，其前任米歇尔·吕比萝拉女士在2020年的市政选举中获得了39.9%的支持率，后因身体原因而宣布辞职。
在2017年的法国总统大选中，法国第25任总统埃马纽埃尔·马克龙在马赛获得了64.42%的支持率。
| 马赛历届市长   |                 |                                                        |
| 任期           | 市长            | 党派                                                   |
| 1944年－1946年 | 皮埃尔·马斯内   | 不详                                                   |
| 1946年－1947年 | 让·克里斯托福尔 | PCF法国共产党                                          |
| 1947年－1953年 | 米歇尔·卡利尼   | RPF法国人民联盟                                        |
| 1953年－1986年 | 加斯东·德费尔   | SFIO工人国际法国支部 →PS社会党                         |
| 1986年－1995年 | 罗贝尔·维古鲁   | PS社会党 →DVG左翼无党派人士                            |
| 1995年－2020年 | 让-克洛德·戈丹  | UDF法国民主联盟 →DL民主自由 →UMP人民运动联盟 →LR共和黨 |
| 2020年         | 米歇尔·吕比罗拉 | EÉLV欧洲生态-绿党                                      |
| 2020年－       | 伯努瓦·帕扬     | EÉLV欧洲生态-绿党                                      |

## 交通

### 公路
马赛是一个重要的公路枢纽，法国A7、A50、A55和A507四条高速公路经过马赛市区，另有多条罗讷河口省省道在马赛境内交汇。
| 巴黎 | 775 |

| 里昂 | 314 |

| 图卢兹 | 404 |

| 蒙彼利埃 | 169 |

| 阿维尼翁 | 95 |

| 尼姆 | 123 |

| 尼斯 | 198 |

| 加普 | 181 |

| 尼姆 | 122 |

| 阿尔勒 | 88 |

| 阿维尼翁 | 99 |

| 普罗旺斯地区艾克斯 | 33 |

| 塞普泰姆莱瓦隆 | 17 |

| 欧巴涅 | 20 |

| 尼斯 | 214 |

| 普朗德屈克 | 11 |

| 土伦 | 65 |

| 拉西奥塔 | 33 |

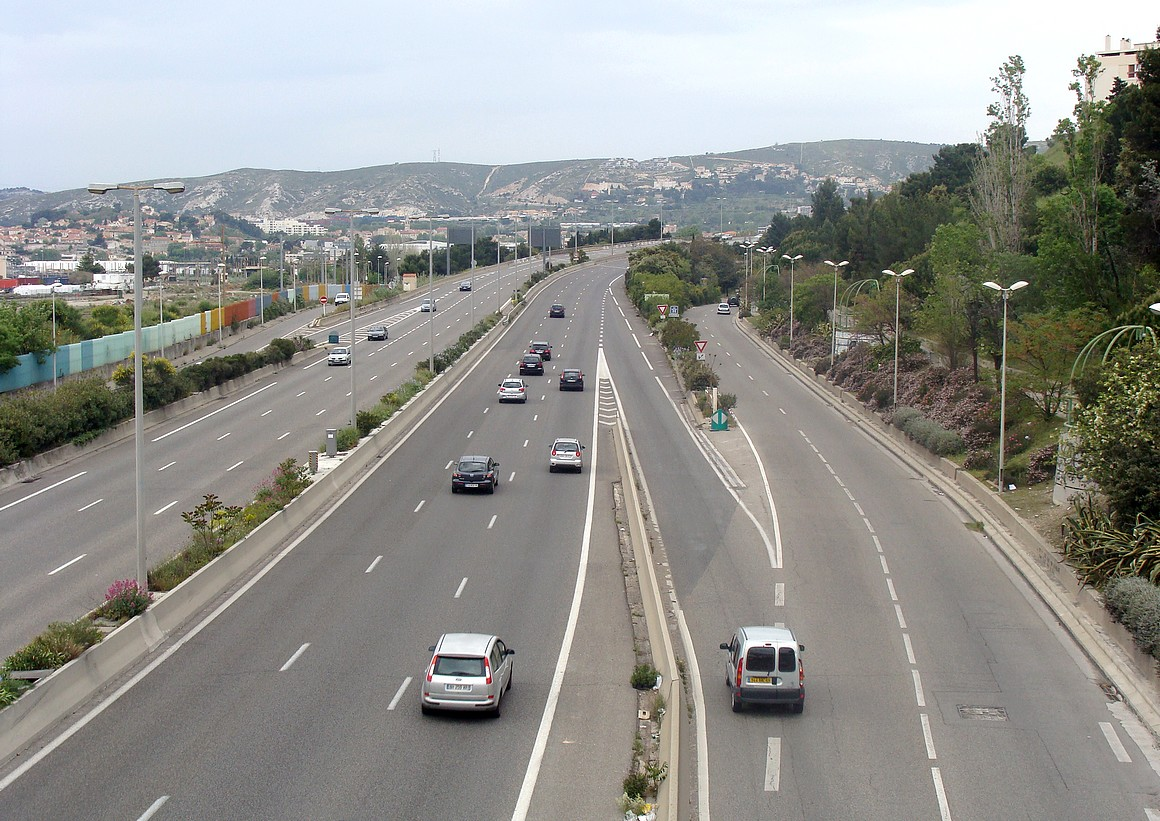
A55高速公路马赛市区段

马赛圣夏尔站北侧设有配套的长途汽车站，普罗旺斯-阿尔卑斯-蓝色海岸大区下属的城际客运提供由此前往尼斯、马赛机场、普罗旺斯地区艾克斯、马诺斯克、加普、布里扬松、布里尼奥勒、马蒂格等地的巴士线路。此外，一些国际性的巴士公司开行途径马赛的长途客运汽车，可直达或通过联程中转前往法国及西欧主要城市。
马赛地区的道路管理事务由都会区负责，马赛市区内有多处停车场，其中老城区的大部分停车场需要付费，此外一些街道亦可沿街停放机动车辆。马赛境内有三个共享汽车系统：、和，累计可共享汽车数量达350辆，服务范围覆盖了马赛及整个艾克斯-马赛都会区。
2017年，59.6%的马赛家庭拥有至少一辆的私人汽车。2018年，马赛境内共发生各类交通事故2,174起，造成27人遇难，2,838人受伤。

### 铁路

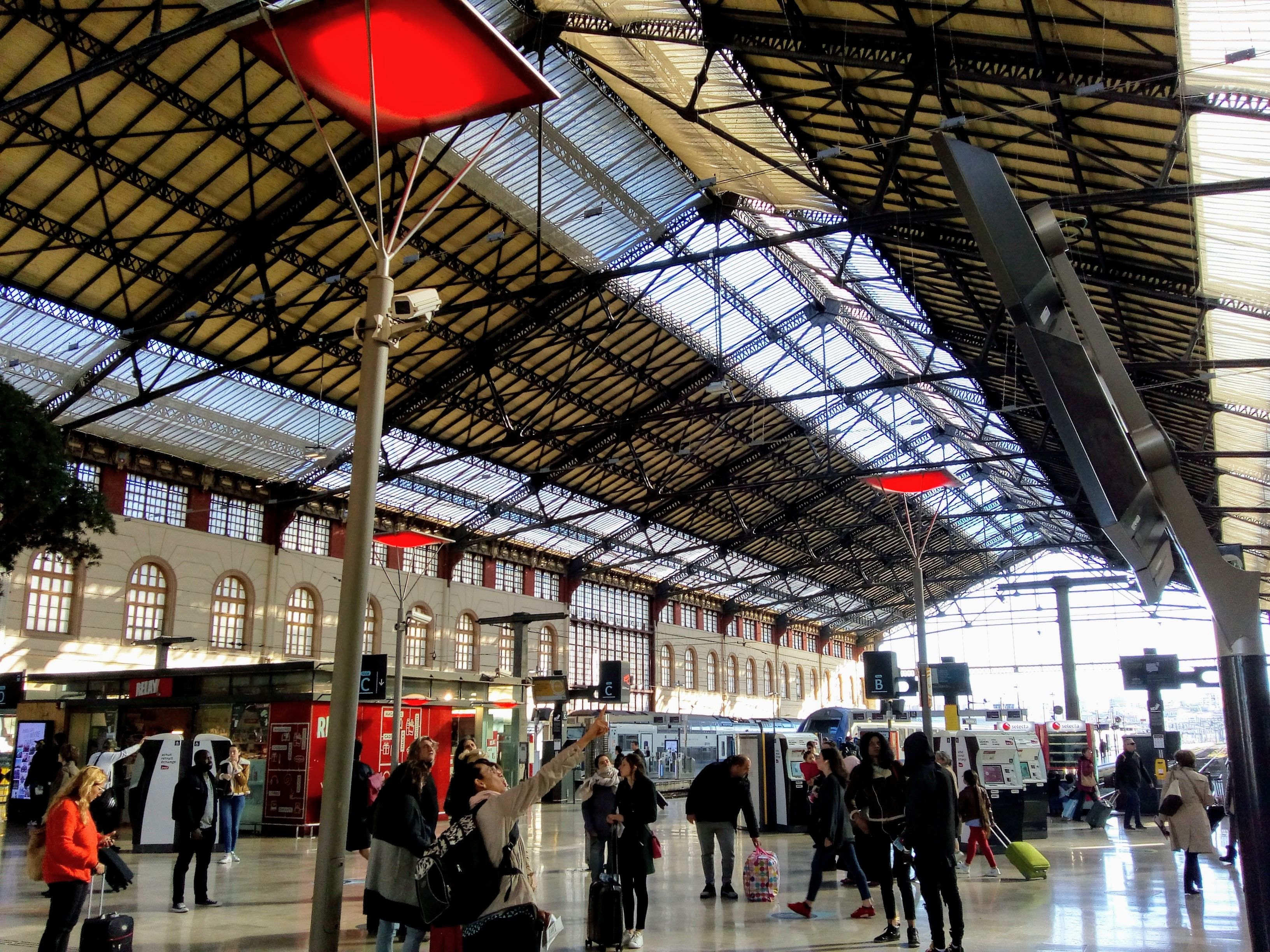
圣夏尔火车站

马赛是法国地中海沿岸一个重要的铁路枢纽，巴黎－马赛铁路、里昂－马赛铁路、马赛－文蒂米利亚铁路和法国高速铁路地中海线在此交汇。马赛圣夏尔站位于马赛市中心，是当地主要的铁路车站，该站每天开行数十班高速列车（包括TGV、Ouigo和少量AVE），其中近半数前往巴黎，另有长途班次可直达里尔、布鲁塞尔、南特、雷恩、勒阿弗尔、梅斯、卢森堡、斯特拉斯堡、法兰克福以及马德里，节假日还开行直达伦敦的欧洲之星列车；马赛每天开行4班前往波尔多的城际列车，沿途停靠蒙彼利埃、图卢兹等车站。在区域列车方面，马赛有五个方向的区域列车线路，分别前往纳博讷、里昂、米拉马斯、加普和尼斯方向。2018年，马赛圣夏尔站累计发送旅客数量达14,638,309人次，是法国铁路系统的a级车站。
除圣夏尔站外，马赛境内还有11个铁路乘降所：马赛布朗卡站、阿朗克-欧洲地中海站、塞翁圣亨利站、莱斯塔克站、皮孔-比瑟里讷站、普罗旺斯地区圣马尔特站、圣约瑟夫勒卡斯泰拉斯站、圣安托万站、苹果站、圣马塞尔站和拉巴拉斯站。

### 航空

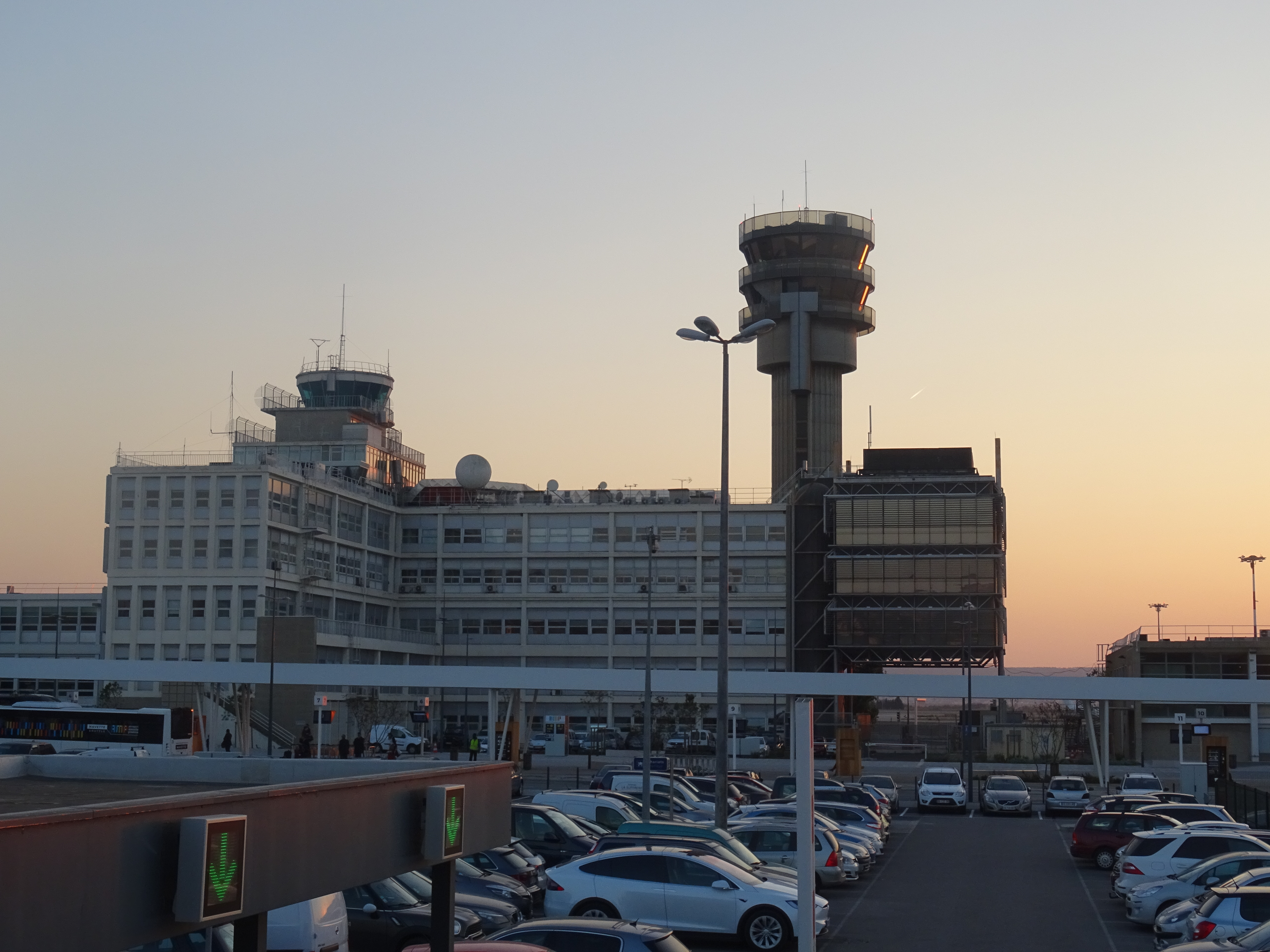
马赛普罗旺斯机场的控制台

马赛普罗旺斯机场是法国南部重要的民用航空枢纽，该机场最初建于1922年，后不断扩张，2019年累计发送旅客数量达1015.2万人次，是法国第五繁忙的机场。机场主体位于马里尼亚讷市镇范围内，距离马赛市中心的公路里程约24公里，有高速公路相连。该机场开行前往欧洲、北非及西非各主要城市的航班。
除此之外，马赛每天开行多班可直达巴黎戴高乐机场和里昂圣埃克絮佩里机场的高速列车。

### 水运
马赛是法国第一大港，也是地中海沿岸吞吐量最大的港口之一，马赛海运码头沿老港北侧延伸，总面积超过1万平方公里，容纳了附近的滨海福斯等地。该港口年货运吞吐量超过7,900万吨，同时开行前往地中海沿岸各地的滚装船、货轮及邮轮。

### 城市公共交通

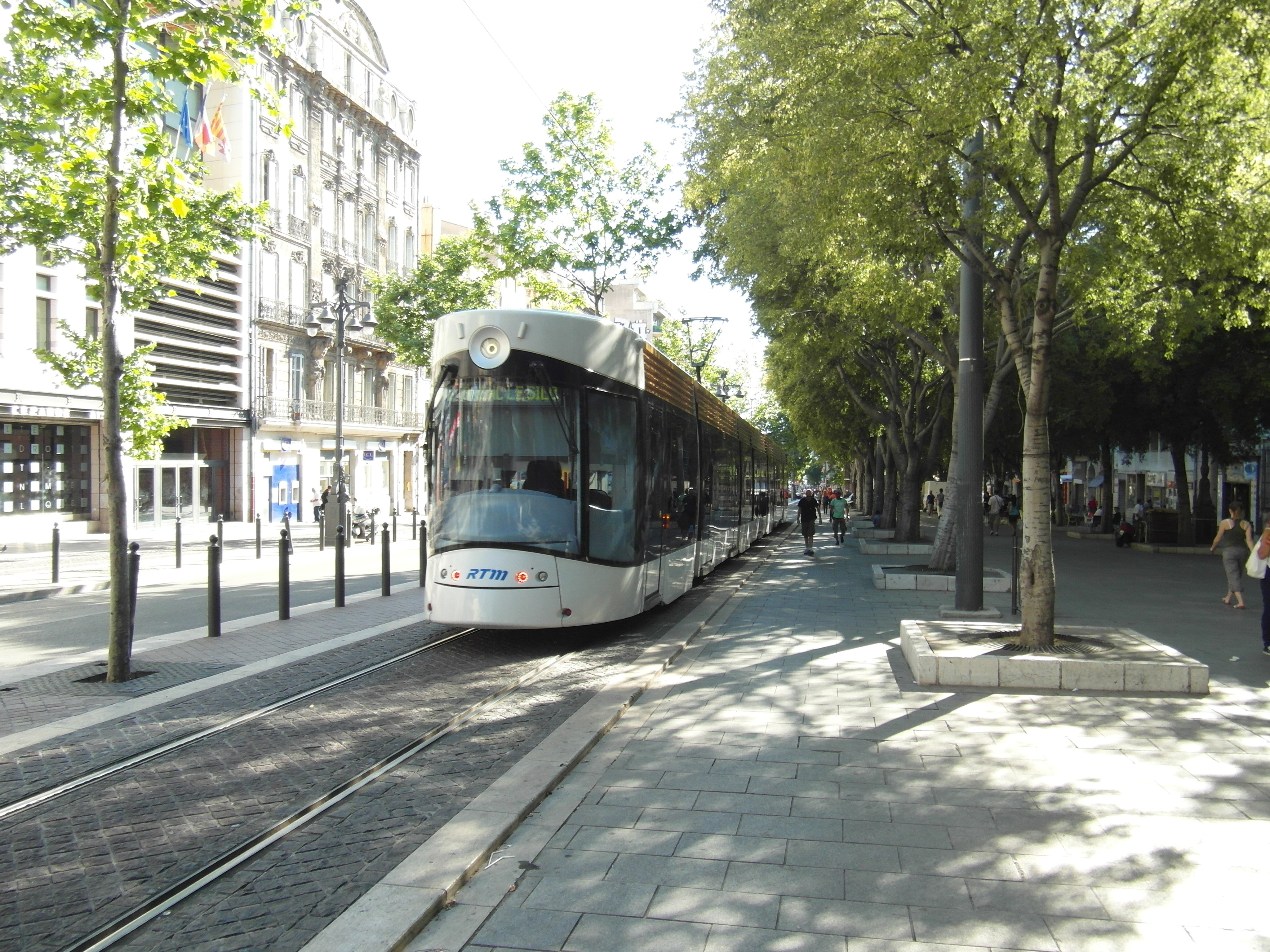
马赛有轨电车

马赛城市公共交通（商业名称为）是当地的城市公共交通系统，自2018年起与罗讷河口省城际客运及省内的多个城市交通系统共同整合成为都会交通网。截至2020年11月，马赛城市公共交通系统共包括2条地铁、3条有轨电车和115条公交线路，另有10条夜班车线路和3条水上巴士，路网覆盖了马赛市区内的主要街道和居民区。
马赛有轨电车是法国历史最悠久的有轨电车路网之一，始建于1876年，鼎盛时期有37条线路，后被公共汽车代替，仅存的一条线路于20世纪末更换为准轨，供现代有轨电车运行。
马赛地铁建于1977年，现有1号线和2号线两条线路，共28个车站，路网全长达22.7公里。

## 人口
2017年，马赛市镇人口数量为863,310，在法国排名第2位。其中男性409,037人，女性454,273人，75岁及以上人口占8.3%，外籍人口数量为237,730人，人口密度为3,588人/平方公里，当地居民被称为（男性）或（女性）。2018年，马赛境内出生12,789人，死亡7,542人。
| 年份   | 1936    | 1946    | 1954    | 1962    | 1968    | 1975    | 1982    | 1990    | 1999    | 2006    | 2011    | 2016    | 2017    |
| ------ | ------- | ------- | ------- | ------- | ------- | ------- | ------- | ------- | ------- | ------- | ------- | ------- | ------- |
| 人口數 | 914,232 | 636,264 | 661,407 | 778,071 | 889,029 | 908,600 | 874,436 | 800,550 | 795,518 | 839,043 | 850,636 | 862,211 | 863,310 |

## 经济

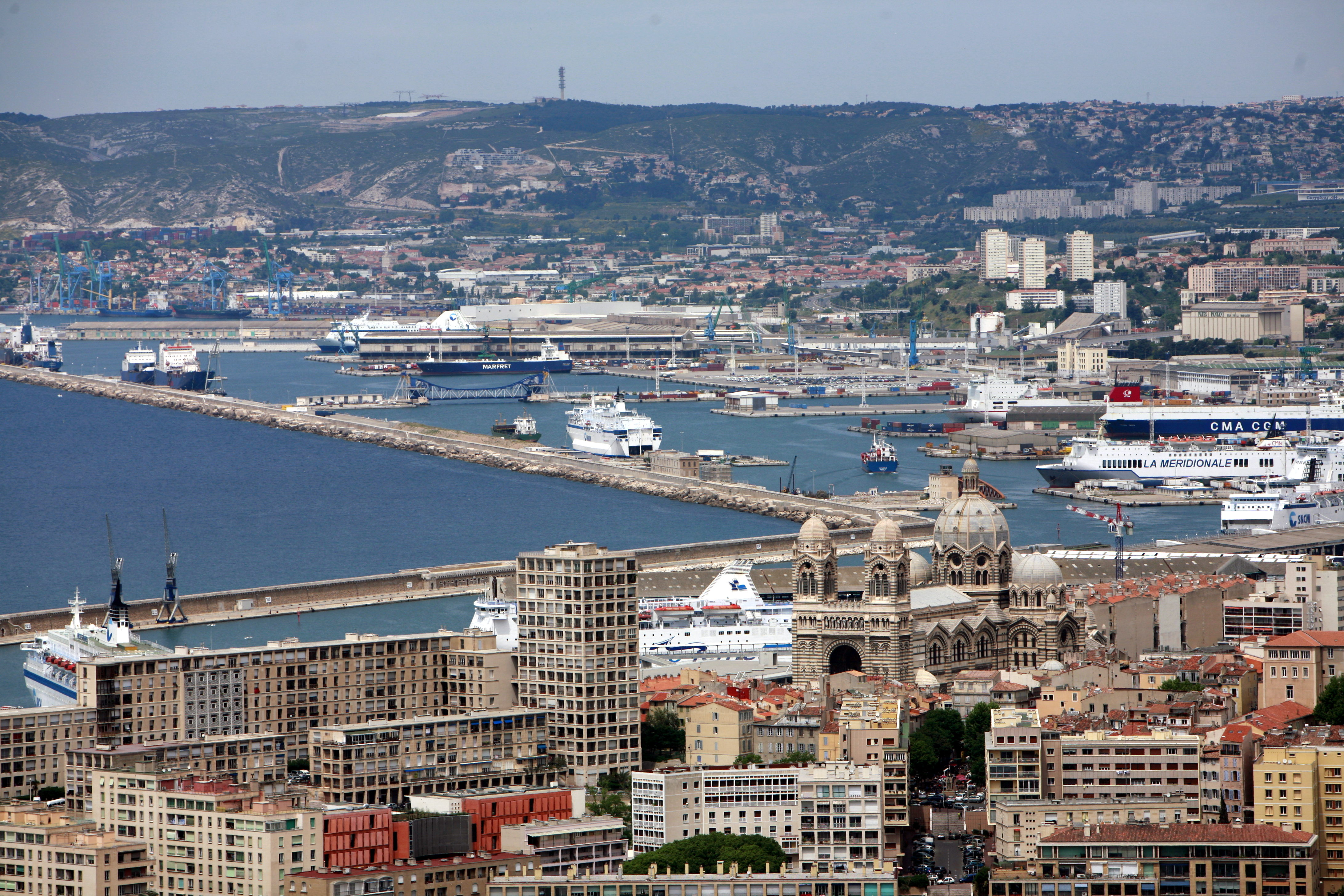
远眺马赛港区

马赛是一个区域性的中心城市，艾克斯-马赛普罗旺斯工商会的所在地。当地的经济发展事务由都会区负责管理。马赛境内共有各类用人单位161,495家，其中98.68%为中小型企业（PME），平均历史为13年，当地的主要就业岗位类型覆盖了机械、化学、能源等多个工业部门以及大部分的服务业领域。
在第一产业方面，马赛及附近主要种植亚热带农作物，包括橄榄、木瓜、柑橘等。因其城市扩张，当地的主要农业区多分布于与马赛相邻的其它市镇范围内，如普朗德屈克；除此之外，马赛附近海域亦分布有水产养殖业，“马赛鱼汤”是当地重要的特色菜肴。2017年，马赛市镇范围内的农业相关就业人数为332人，仅占总量的0.1%，比十年前持平；相关企业数量共149家，占总企业数量的0.2%。
在第二产业方面，得益于马赛港，这一地区在工业革命时期出现了大批工业部门，包括造船、钢铁、能源、材料加工等。20世纪60年代以后，当地的工业部门大量外迁，其中主要的能源企业出现在了马赛西北部的滨海福斯及附近区域。2017年，马赛市镇范围内的第二产业相关就业总人数为37,238人，占总量的10.9%，比十年前下降了0.9%。工业及建筑类企业数量分别为3,373和8,404家，占总企业数量的3.8%和9.5%。马赛皂起源于公元14世纪，是马赛重要的手工业产品，近代曾有大规模生产并出口，现代则因其工艺复杂及成本过高而逐渐失传，并被列入法国非物质文化遗产名录，当地建有马赛皂博物馆。
在第三产业方面，马赛是法国重要的交通枢纽和物流口岸，市区内有十余处大型商业购物中心，相关就业人数超过17万，占总就业岗位数量的近半数。作为普罗旺斯的行政中心和法国第二大城市，法国乃至欧洲主要的银行、保险、金融、通讯、教育、医疗、交通等跨国机构在马赛设有分支，相关产业总就业人数为134,618，占总量的39.3%，分布于当地的15,510个注册法人中。

## 财政收入
2018年，马赛的财政收入总额为1,158,300,000欧元，财政支出总额为1,024,550,000欧元，当年的债务总额为1,660,980,000欧元。
2015年，马赛的人均收入总额为2,458欧元，比上一年增加了4欧元，其中高职人员为4,325欧元，高于法国平均水平（4,103欧元）；中级职员为2,518欧元，亦高于法国平均水平（2,311欧元）；普通职员为1,846欧元，同样高于法国平均水平（1,662欧元）。
2017年，马赛境内的青壮年（15至64岁）失业率为17.7%，当地39.7%的家庭拥有纳税资格。

## 社会事务

### 教育
马赛是艾克斯-马赛学区的总部所在地。截止2019年1月1日，马赛境内共有221所幼儿园、295所小学、98所初级中学、53所普通高中、1所农业高中和32所职业高中。2018至2019学年度，马赛境内共有在校中等教育阶段学生69,278名。在2019年的法国毕业会考中，马赛拉科尔代尔高级中学（Lycée de Lacordaire）209名毕业生的通过率为100%，其中95%的文科生、96%的社科生和92%的理科生的总成绩平均分超过12分（满分20），是马赛及罗讷河口省内成绩最好的高级中学，在法国所有高中内排名第22位。除拉科尔代尔高级中学之外，马赛境内还有4所高中的毕业生通过率达到100%。
在高等教育方面，马赛是法国的重要大学城之一，艾克斯-马赛大学最初于1409年由安茹伯爵路易二世创建，法国大革命期间曾关闭，后被拿破仑复设，1970至2012年间一分为三，后再次合并，现为一所公立综合性大学，其在校学生数量接近8万，其中近1万为国际学生，是法国乃至法语区规模最大的高等教育机构。除此之外，马赛还有十余所专业性高等学府，以及多家科研机构。
| 马赛主要高等学府             | 马赛主要高等学府 | 马赛主要高等学府       | 马赛主要高等学府 | 马赛主要高等学府  |
| 中文名称                     | 法语名称或缩写   | 类别                   | 成立年代         | 备注              |
| ---------------------------- | ---------------- | ---------------------- | ---------------- | ----------------- |
| 艾克斯-马赛大学              |                  | 综合公立大学           | 1409             | [ 註 1 ] [ 註 2 ] |
| 马赛大学综合理工学院         |                  | 工程师学校、大学校     | 2001             | [ 註 3 ]          |
| 马赛中央理工学院             |                  | 工程师学校、大学校     | 1891             |                   |
| 国立高等海洋学校（马赛校区） |                  | 工程师学校、大学校     | 2010             |                   |
| 高等科学技术学院（马赛校区） |                  | 私立工程师学校、大学校 | 2019             | [ 文 3 ]          |
| 马赛地中海高等美术学校       |                  | 大学校、艺术学校       | 1752             |                   |
| 国立高等马赛建筑学校         |                  | 大学校                 | 1968             |                   |
| Epitech（马赛校区）          |                  | 私立大学校             | 1999             |                   |
| 凯致商学院                   |                  | 商学院                 | 2013             | [ 註 4 ]          |

在硬件设施方面，马赛有两处大学城，分别为位于市区东部的贡贝尔堡和市区南部的吕米尼；艾克斯-马赛大学在马赛及普罗旺斯地区艾克斯的多个街区设有分校区或下属科研机构。
在科研及合作方面，世界水資源協會、法国国家发展研究院、马赛天文台、林奈自然研究院等机构均位于马赛境内。

### 医疗

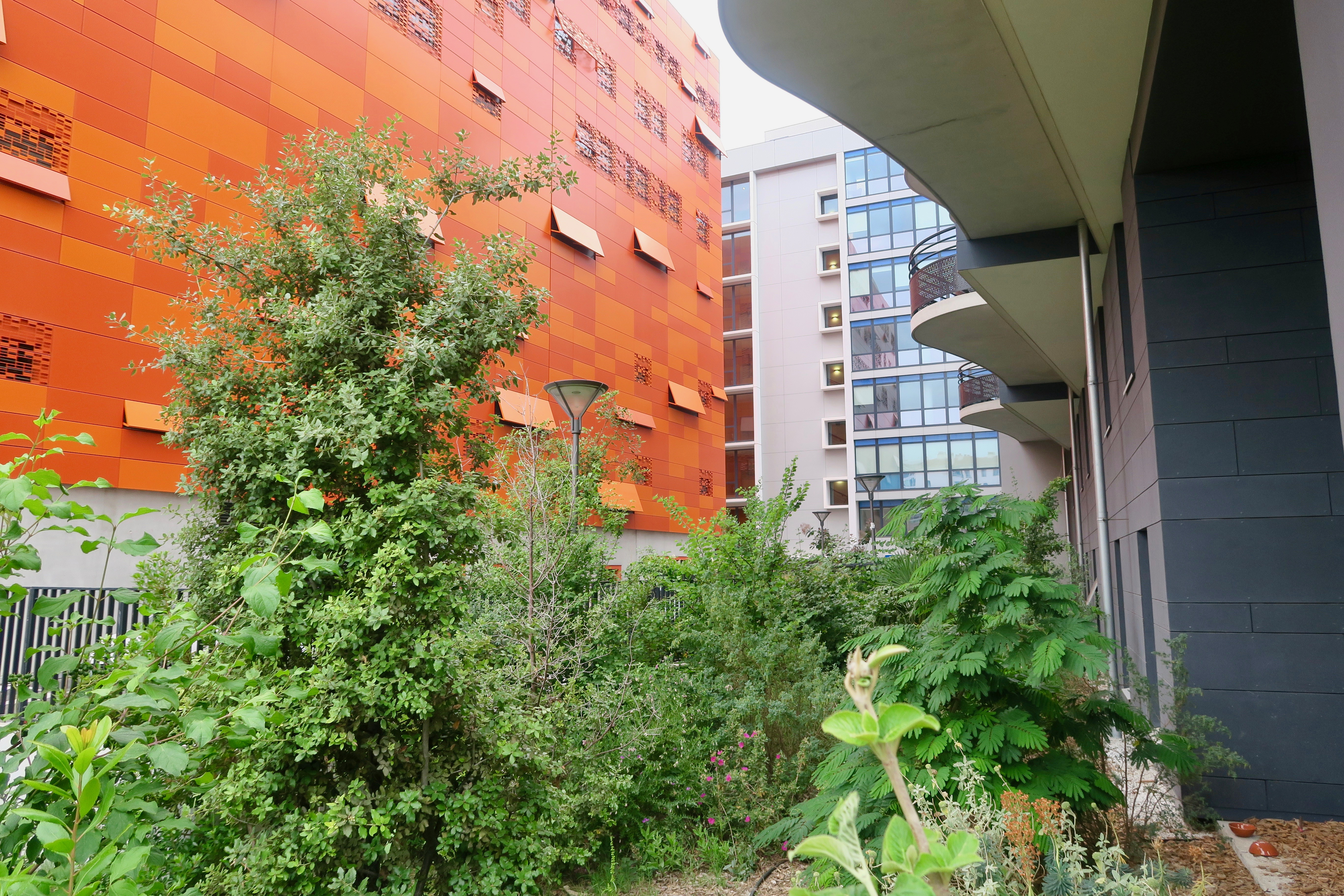
蒙蒂塞利诊疗中心的室内庭院

截止2019年1月1日，马赛境内共有全科医生1,162名、保健师1,729名、牙医765名、护士2,851名、耳科医生75名、眼科医生134名、皮肤科医生70名、助产士104名、儿科医生110名和妇科医生156名。境内共有药房425家、养老院88家、残疾人帮扶中心74家。
马赛公共医疗集团是法国的一个区域性医疗机构，同时也是一个大学教学医院，在马赛市区内设有四个大型医院：
- 拉蒂莫讷医院（法语：Hôpital de la Timone），位于市区中部，设有1,230个床位[社 27]
- 北部医院（法语：Hôpital Nord），设有694个床位[社 28]
- 拉孔塞普雄医院（法语：Hôpital de la Conception），位于市区中部，设有821个床位[社 29]
- 南部医院（Hôpital Sud），包括萨尔瓦多医院[社 30]和圣玛格丽特医院（Hôpital Sainte-Marguerite）两个病区，位于市区南部，共设有426个床位[社 31]

地中海传染病防治研究所成立于2012年，由艾克斯-马赛大学和法国卫生部共同创建。在2019冠状病毒病疫情期间，该研究所所长迪迪埃·拉乌尔因提出“羟氯喹可预防和治疗COVID-19”并带领其团队进行了多项试验而受到人们的关注。
除此之外，马赛境内还有多家私人医疗机构，其中，蒙蒂塞利-韦洛德罗姆诊疗中心（Clinique Monticelli-Vélodrome）涵盖了多个科室和项目，是当地规模最大的私人医院之一。

### 住房

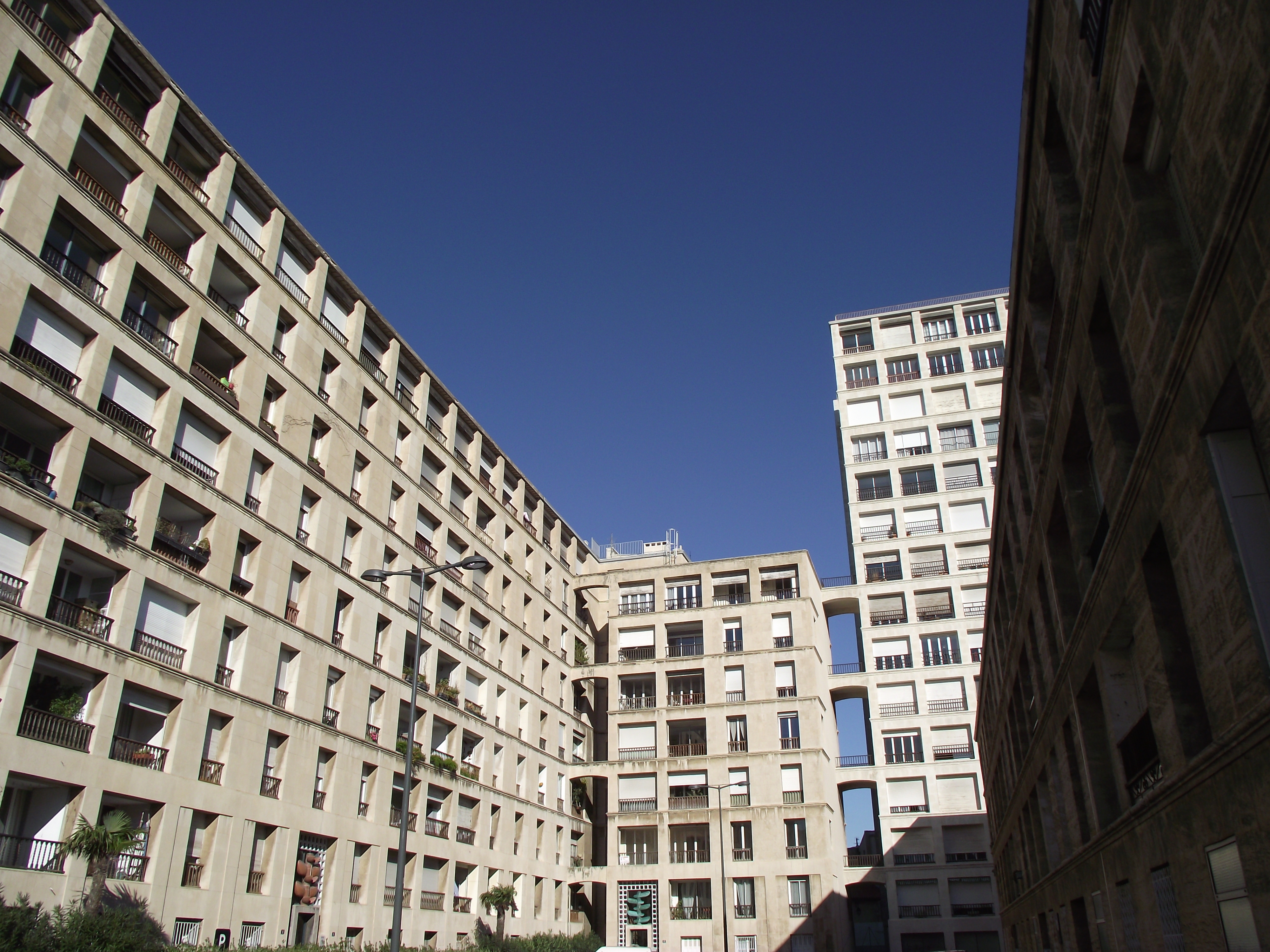
马赛境内的一处集中式居民楼

马赛地区的住房事务由艾克斯-马赛都会区管理，后者负责制订当地的地方房屋计划、提供社会保障性房屋租售，并为当地的危旧房屋提供改造或拆建方案。
2017年，马赛境内共有各类住房444,172套，其中15.6%为独立式居民区，零散分布于市区东部；83.6%为集中式居民区。常住房屋占马赛市镇范围内居民建筑总量的88.8%。

### 商业
2018年，马赛境内共有各类商铺5,910家，其中2,029家为餐饮服务类、172家为大型超市。
| 马赛主要的大型商业场所 | 马赛主要的大型商业场所 | 马赛主要的大型商业场所 | 马赛主要的大型商业场所 | 马赛主要的大型商业场所 |
| 中文名称               | 法语名称或缩写         | 所处区域               | 类型                   | 主体商场               |
| ---------------------- | ---------------------- | ---------------------- | ---------------------- | ---------------------- |
| 交易所商业中心         |                        | 马赛一区               | 购物中心               | 家樂福                 |
| 港口平台商业中心       |                        | 马赛二区               | 购物中心               | Monoprix               |
| 博讷韦讷商业中心       |                        | 马赛八区               | 购物中心               | 家樂福                 |
| 普拉多购物商业中心     |                        | 马赛八区               | 购物中心               | 欧尚                   |
| 欧绍平-圣卢商业中心    |                        | 马赛十区               | 购物中心               | 欧尚                   |
| 拉瓦朗蒂娜商业中心     |                        | 马赛十一区             | 开放式商业街区         | 卡西诺                 |
| 勒梅尔朗商业中心       |                        | 马赛十四区             | 开放式商业街区         | 家樂福                 |
| 马赛大海岸商业中心     |                        | 马赛十五区             | 开放式商业街区         | 家樂福                 |

### 环境

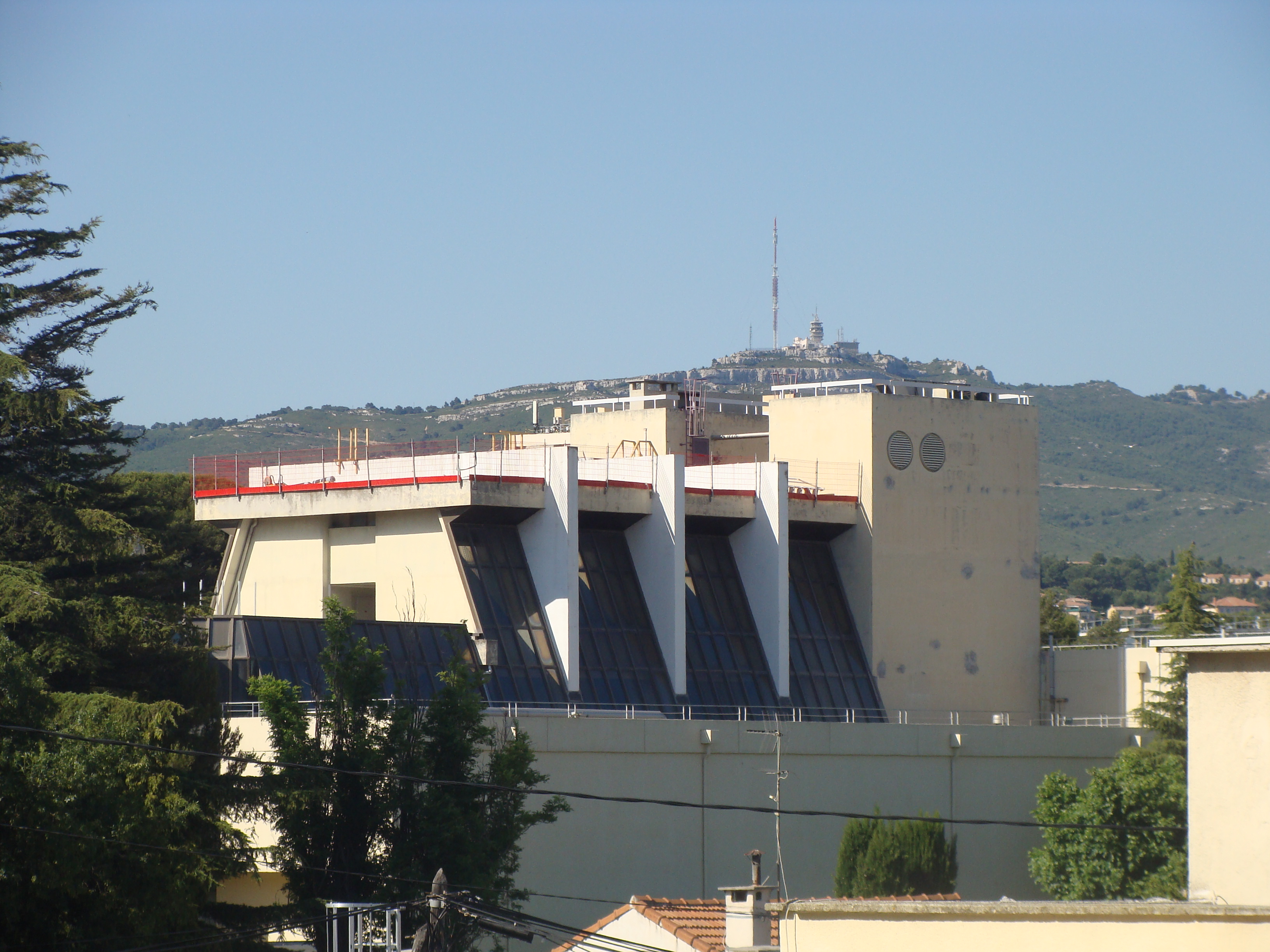
马赛的圣马尔特水厂

马赛的水环境事务由其所属的都会区负责。当地的城市生活及工业用水来自于迪朗斯河，通过人工引水渠导入马赛市区。除水渠干流外，马赛境内还有21条支渠、2处大型水库、87个取水阀、13个净水站，日均供水量达29.4万立方米；在生活用水处理方面，马赛境内的下水管网总长度达2,585公里，共有10处生活污水处理站和180处监测点，2013年，该系统累计处理马赛市区的生活污水达7,865万立方米。
马赛的生活垃圾收集与处理亦由都会区负责，其境内共有17处垃圾回收处理中心，免费向当地居民开放。
2018年，马赛境内共有37家污染企业。同年，在空气质量监测中，当地的一氧化碳浓度平均值为600µg/m³、二氧化氮浓度平均值为52.5 µg/m³、臭氧浓度平均值为55µg/m³、二氧化硫浓度平均值为3µg/m³、颗粒物平均值为29µg/m³；在水质监测中，当地的水体坤化物浓度为2µg/L、汞含量为1µg/L、硝酸盐含量为9.8mg/L。

### 治安
2014年，马赛及附近地区共发生各类案件79,427起，其中盗窃类案件50,276起、经济类案件5,301起、毒品交易类案件4,700起。
马赛市区内共有16个派出所和1个国家宪兵队，马赛消防海军联合队成立于1939年，是法国唯一的一个消防与海军联合组织。

## 文化
2019年，马赛境内共有21家剧场、12家电影院、15家博物馆和1家音乐厅。马赛历史博物馆建于1983年，是当地重要的文化展览设施。此外，马赛市政府提供多媒体中心，向公众全年开放。

### 城市规划

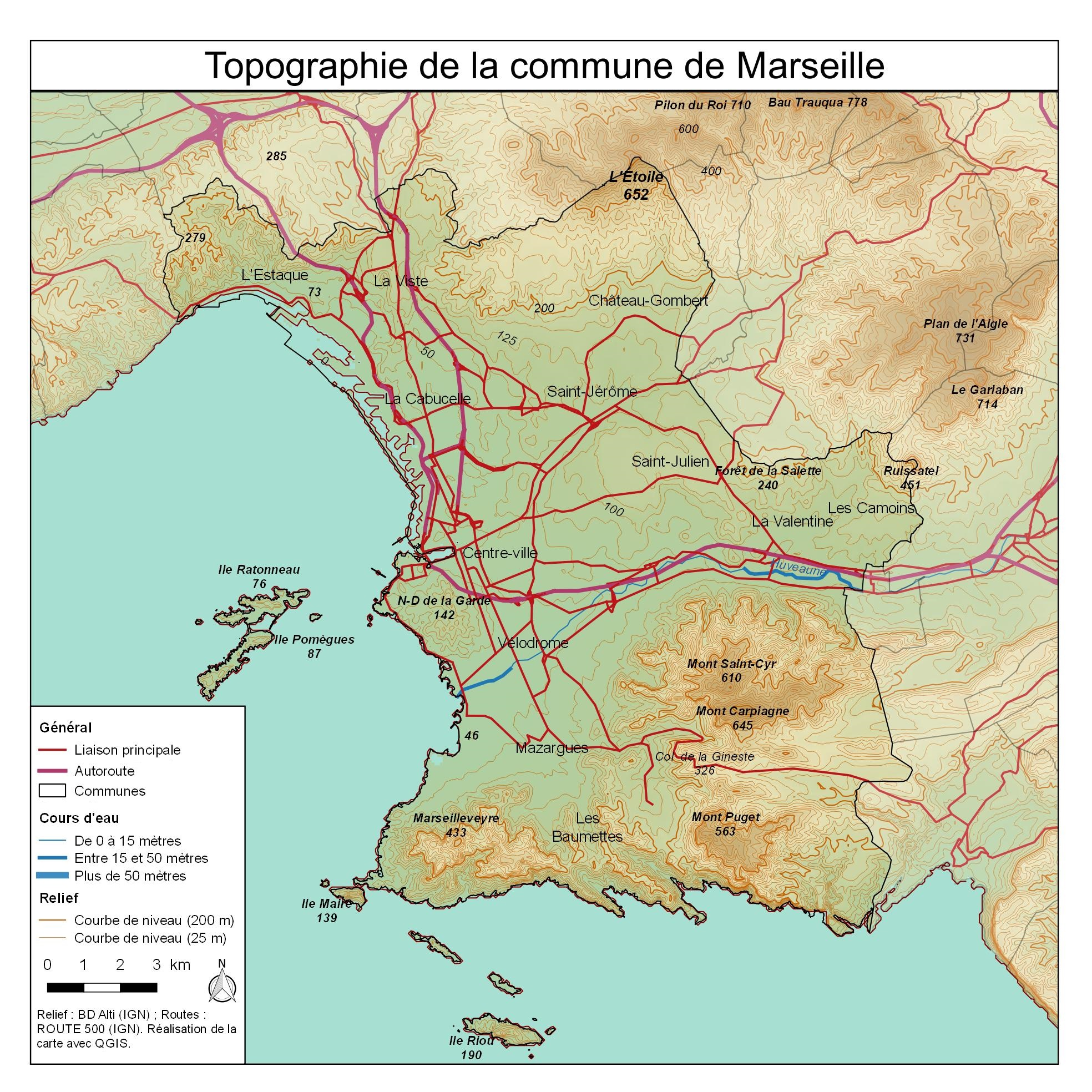
马赛地形及交通线略图

马赛位于地中海北岸，主要海岸线朝西，当地的城市发展始于老港街区，近现代逐渐往北和东两个方向延伸。欧洲地中海是马赛市区北部的一个大型现代街区，创建于1995年，其前身为马赛港工业开发区，后因工业外迁而成为城中村，现已改建成为马赛重要的现代居民区，当地的居民房屋数量超过2.5万户，其中20%为经济保障房。
相比与其它同类型城市，尽管马赛境内地形多样，但其城市构造相对完整，主要的快速路及铁路线未对马赛市区产生明显的分割。此外，马赛的市镇范围相对广阔，城市核心区及功能区与相邻市镇之间拥有足够的空间作为缓冲区，这些空间在马赛的城市发展中主要被人口密度较小的居民区占据，故而马赛与相邻市镇之间有着较为明显的地理分界，当地的城市公共交通也极少有延伸至市镇以外的线路。尽管马赛通常被看作艾克斯-马赛城市圈的一部分，但从地理分布、城市功能和运作来看，单独的马赛市镇即已可以构成一个独立的城市圈。
2019年12月19日，艾克斯-马赛都会区完成制定了其范围内的《总体城市区域规划》，并于2020年1月28日起正式实施，该规划方案为这一地区此后五年内的城市建设和发展提供了主要参考依据。

### 建筑
马赛境内有多处法国国家文物保护单位，守护圣母圣殿位于老港南侧的一处高地上，是马赛的地标性建筑。此外马赛的主要历史建筑还包括聖維克多修道院、隆尚宫、艾克斯门以及老港外的伊夫城堡。

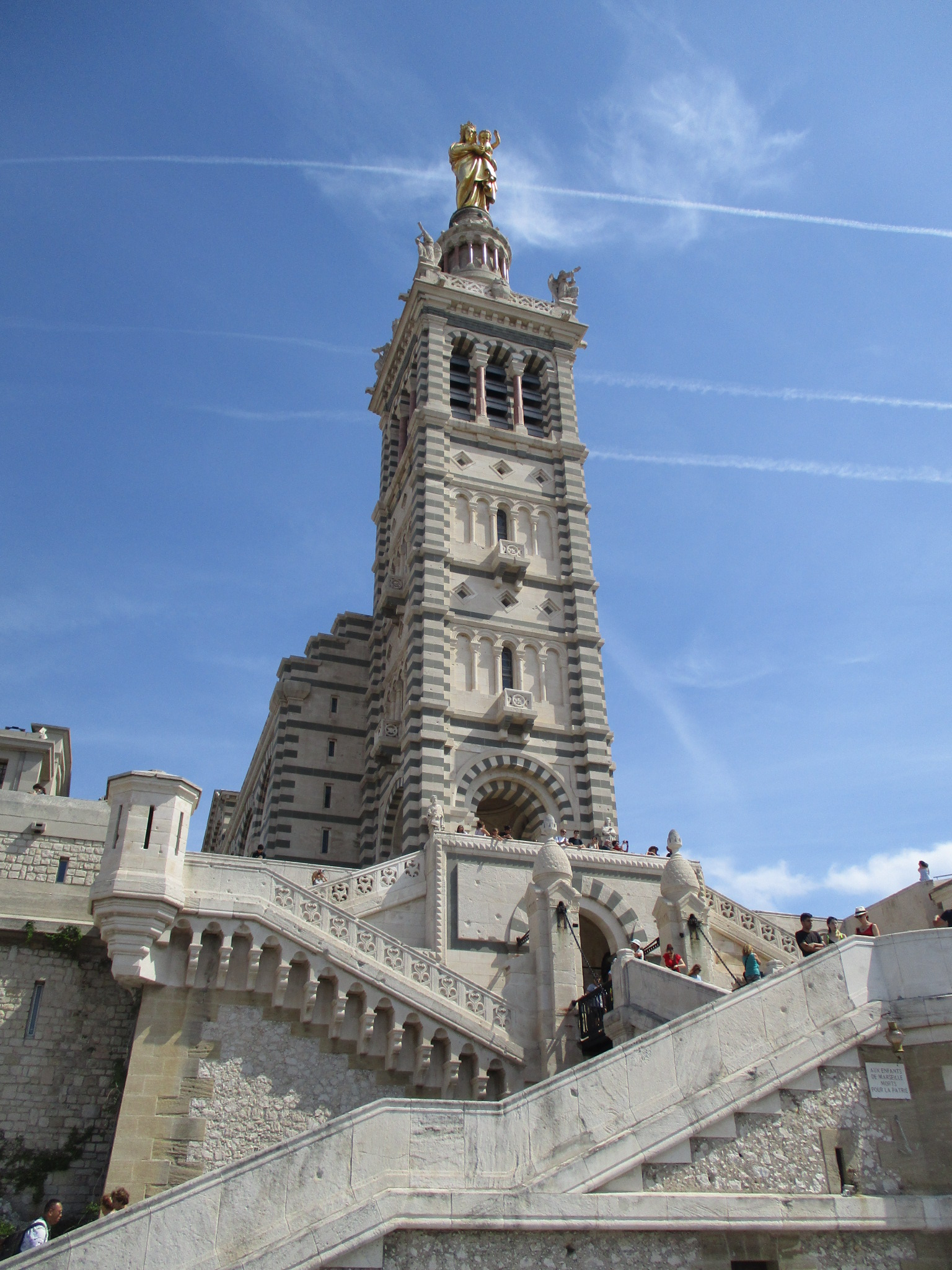
守护圣母圣殿
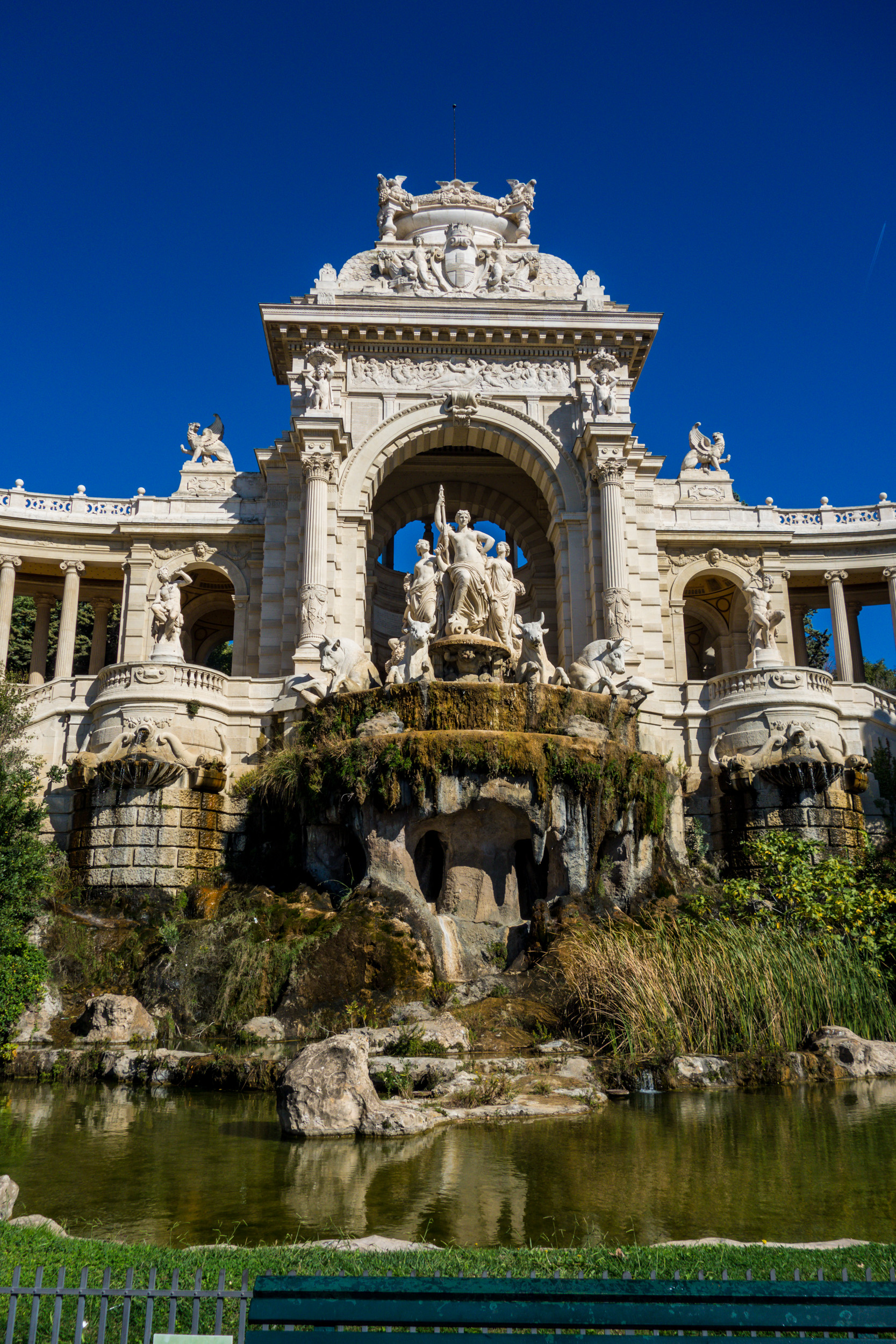
隆尚宫
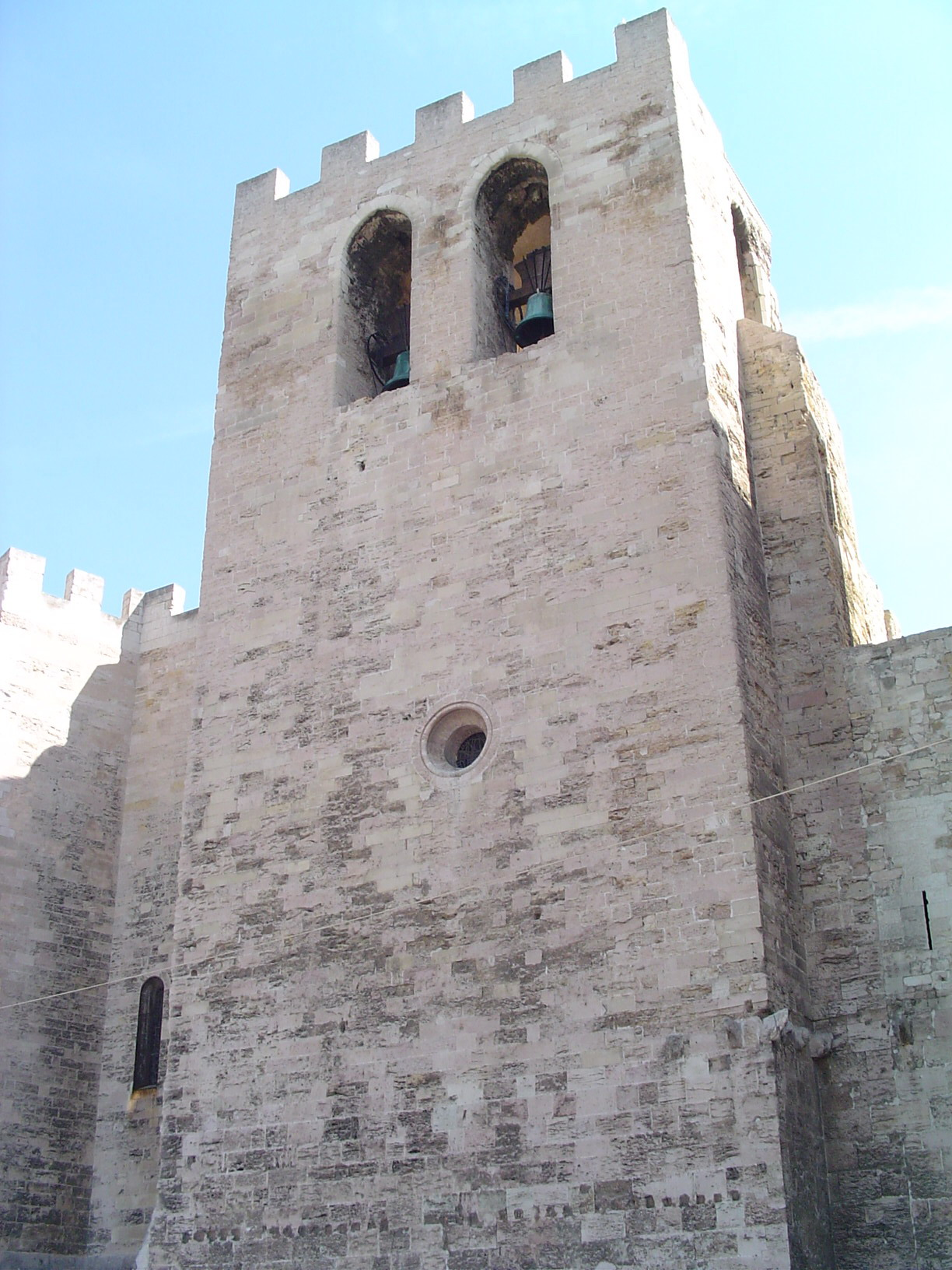
聖維克多修道院
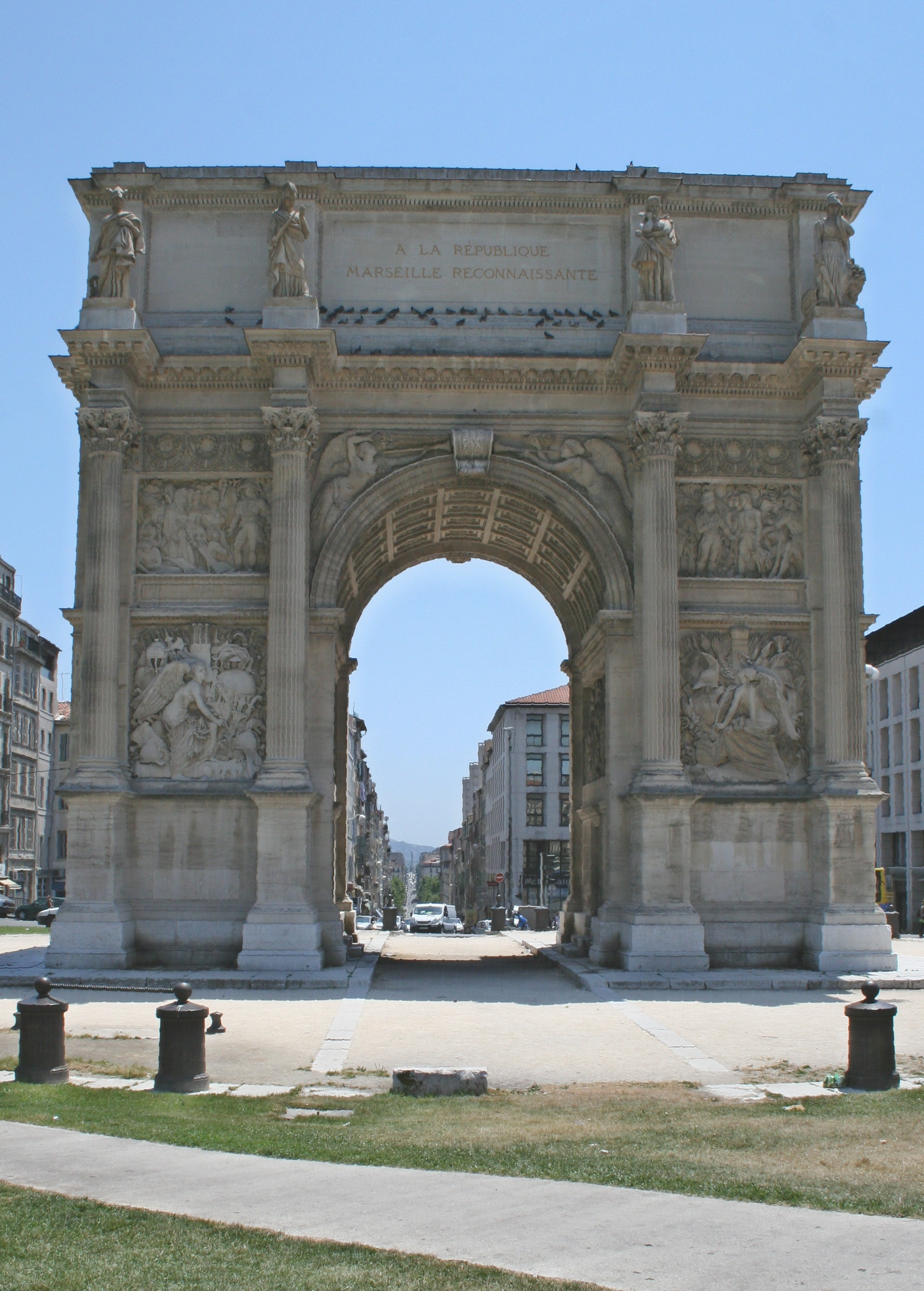
艾克斯门
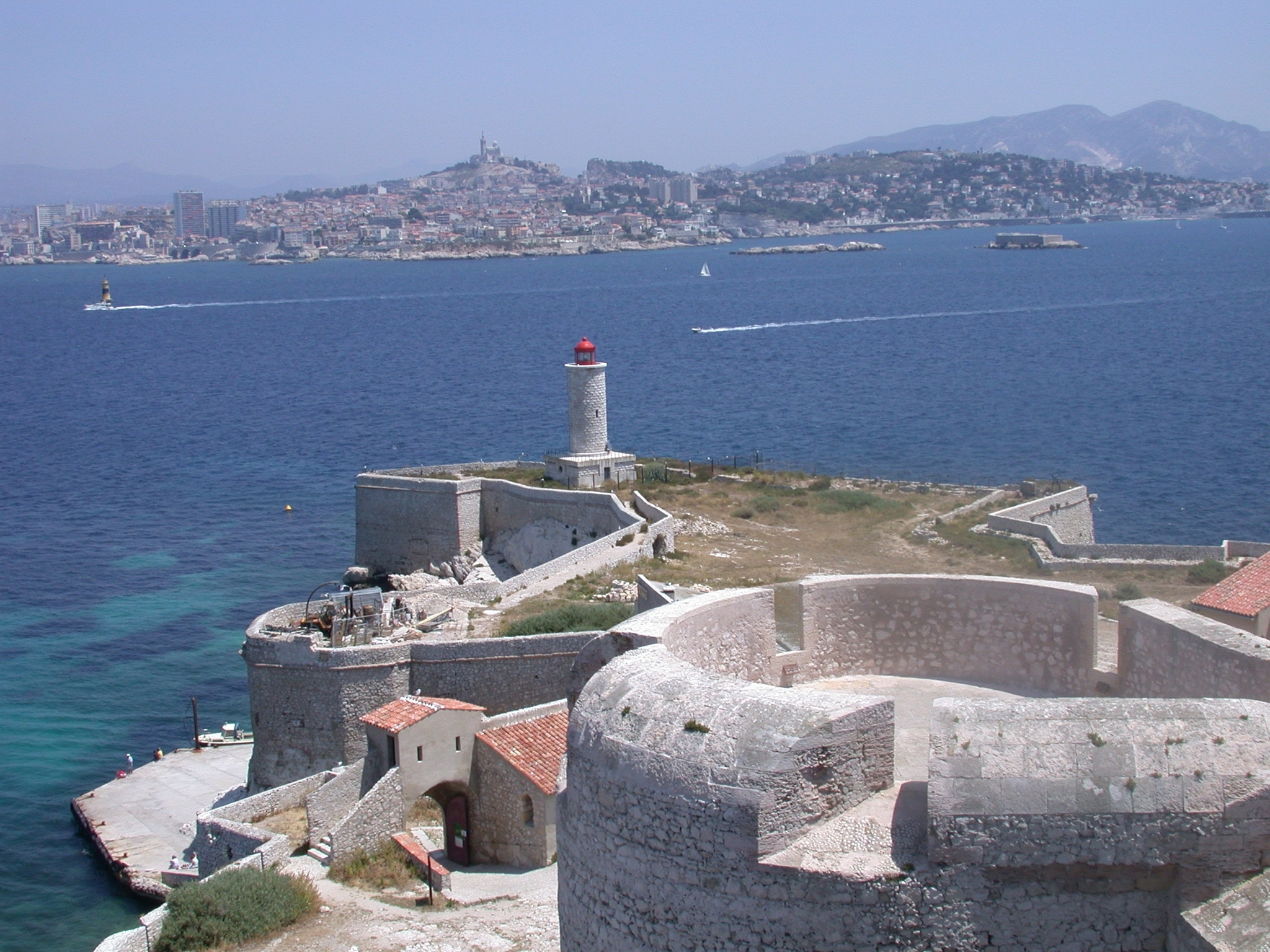
从伊夫城堡眺望马赛市区
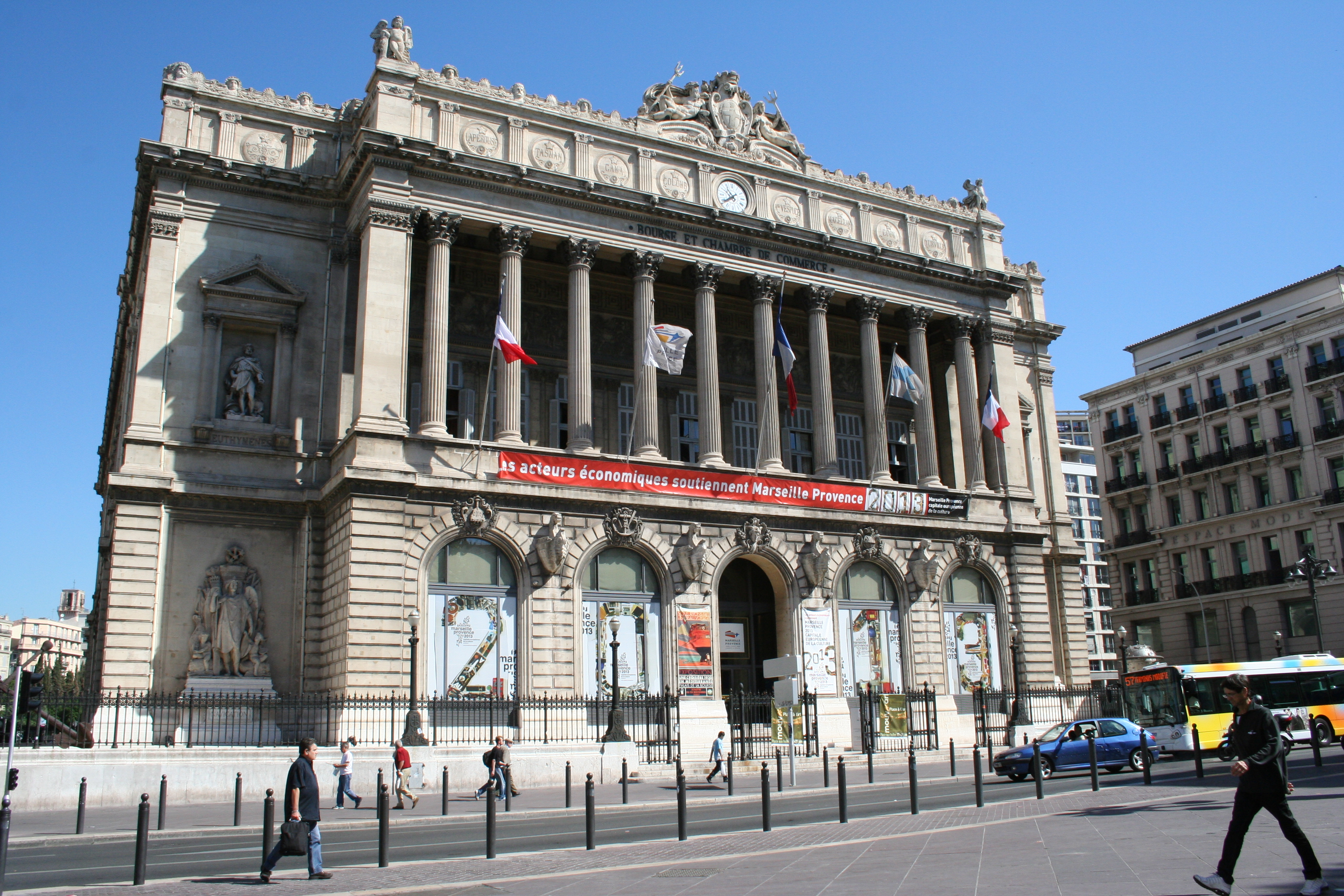
马赛交易所

### 旅游
马赛是法国重要的旅游城市，被《米其林旅游指南》评为“三星级旅游推荐”（最高级别）。当地的旅游事务由其所属的公共社区负责。2020年，马赛市区设有一处游客接待中心（Office de Tourisme），境内共有109家宾馆共计7,266间房间。

### 宗教

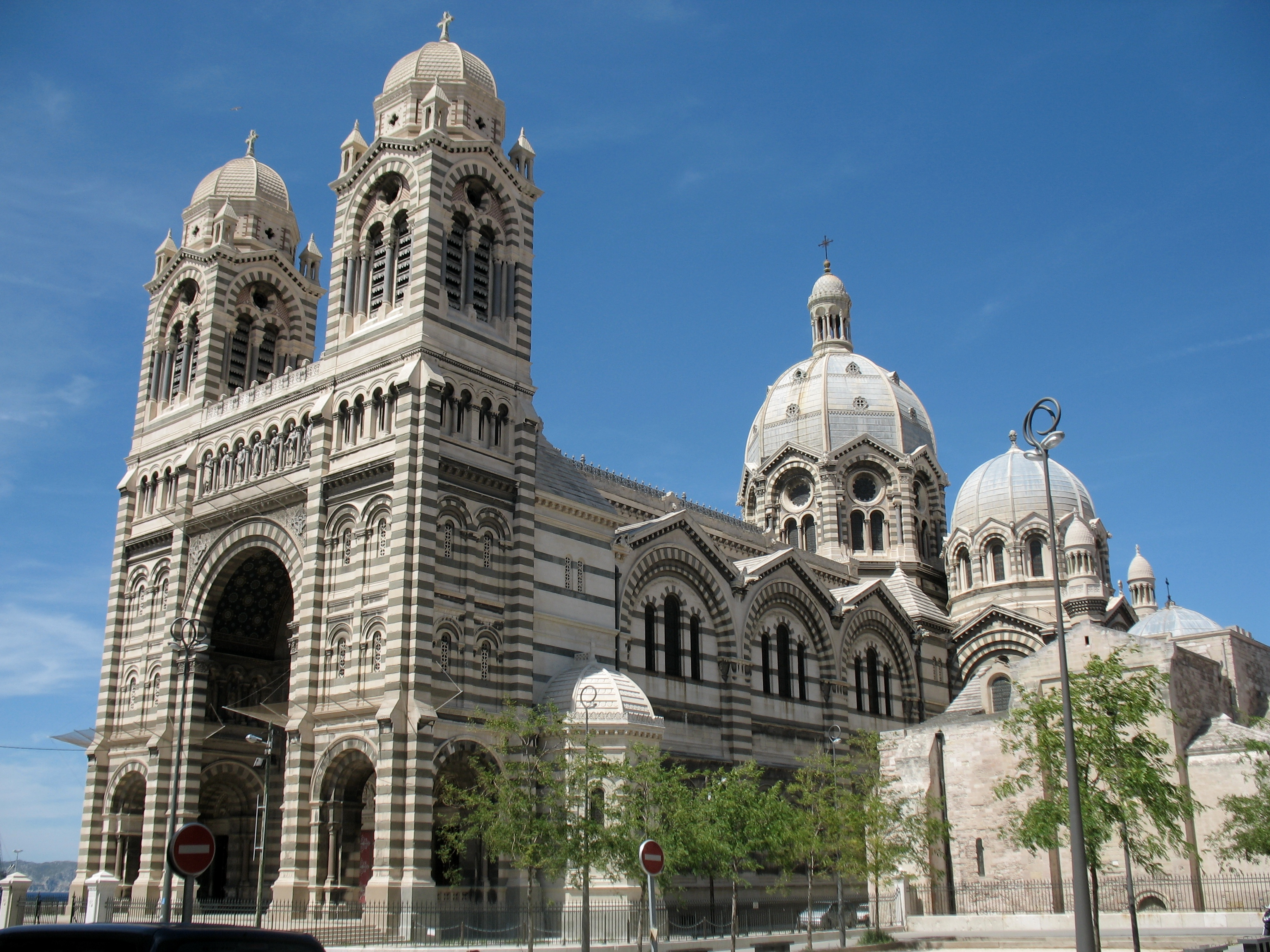
马赛主教座堂

马赛是天主教马赛总教区的首府，该教区最初创建于公元一世纪，后历经调整和改革，现有的总教区创建于1948年，其范围与普罗旺斯大区的行政边界重合，其中马赛教区包括了马赛及周边的共25个市镇，该范围内共有174处堂区，天主教徒数量超过60%。现任主教官为让-马克·阿沃利纳先生，马赛主教座堂则是法国国家文物保护单位。此外，自2002年起，马赛亦成为同名教省的首府。
马赛是法国重要的穆斯林聚集区，兵工厂清真寺位于马赛市区南部，建于18世纪初，通常被认为是当地最早的清真寺，已被列入法国国家文物保护单位。自二战后，大批来自北非及中东的穆斯林移民至此，马赛境内出现了越来越多的伊斯兰社区。截至2020年11月，马赛境内共有32处清真寺及伊斯兰宗教场所。当地成立有雪松清真寺协会（Association de la Mosquée des Cèdres），通过筹集资金以促进马赛大清真寺修建计划。
马赛也是欧洲犹太人数量第三多的法国城市，仅次于伦敦和巴黎，其占总人口比例超过9%，但自21世纪10年代以来有所下降。建于1864年的马赛大犹太会堂是法国国家文物保护单位，此外当地还有52处犹太教堂及文化活动中心。

### 媒体

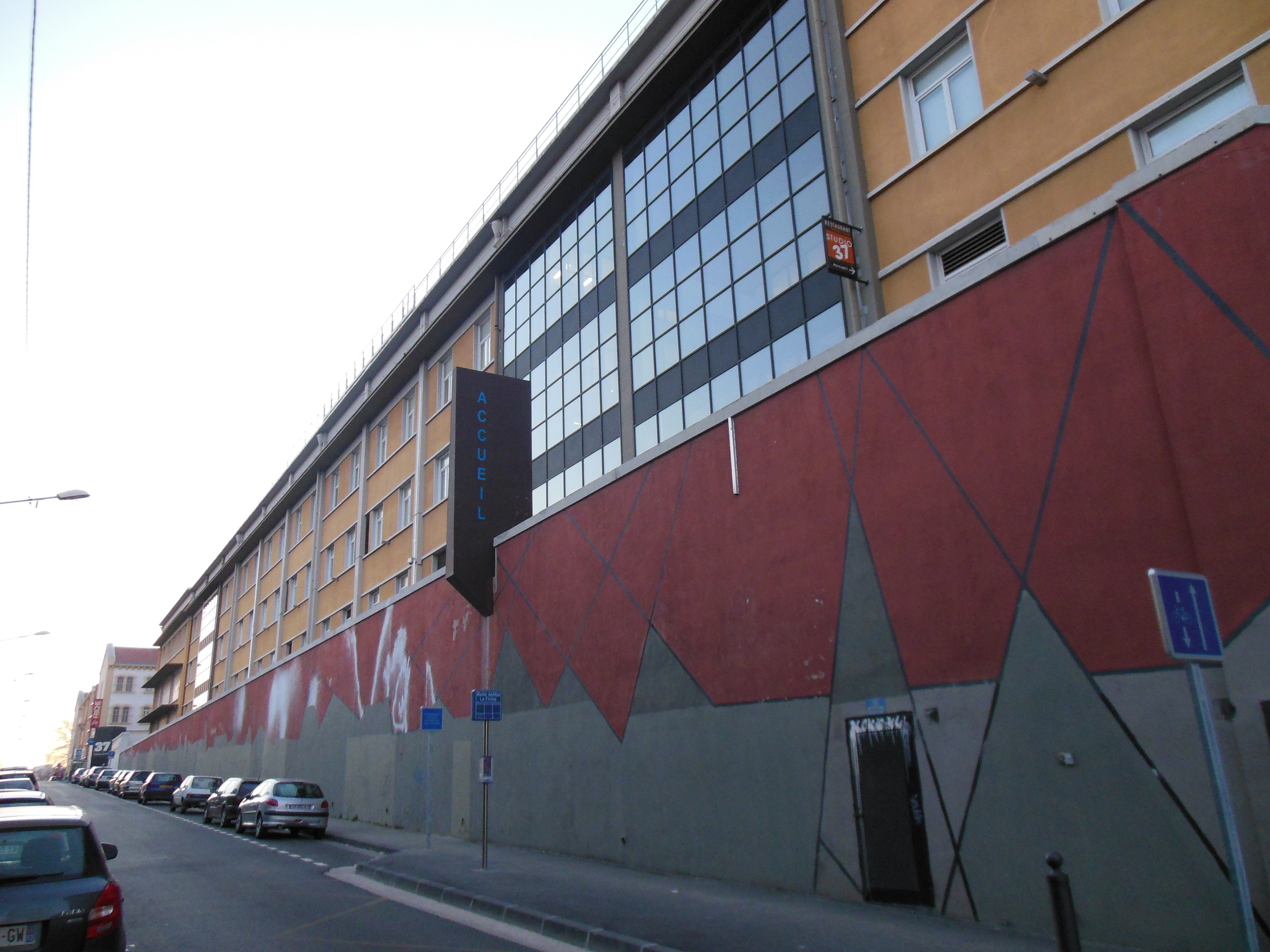
马赛的一处媒体创意中心

法国主要的媒体均可在马赛接收，其中蓝色法兰西广播在马赛设有普罗旺斯分台，法国电视三台下属的普罗旺斯-阿尔卑斯-蓝色海岸大区频道在部分时段播出马赛所属区域的地方新闻。
在地方媒体方面，《马赛日报》和《普罗旺斯日报》是当地的重要地方性媒体，分别创建于1943年和1997年，2020年均因财政问题而面临解散。《勒拉维报》则是当地的一个综合性社科类媒体，于2004年创刊于马赛，每月发行。
普罗旺斯-蔚蓝海岸电视台成立于2017年，是普罗旺斯大区的地方性私人电视台，可通过光纤在法国其它区域接收。1999至2018年间，马赛还有马赛奥林匹克电视台，是马赛奥林匹克足球队的官方电视媒体，后被社交网络替代。
在新媒体方面，马赛市政府、旅游局、足球队以及学校等主要机构均开设有相关官方账号，包括Facebook、Instagram、Twitter、YouTube等社交网站。

### 美食

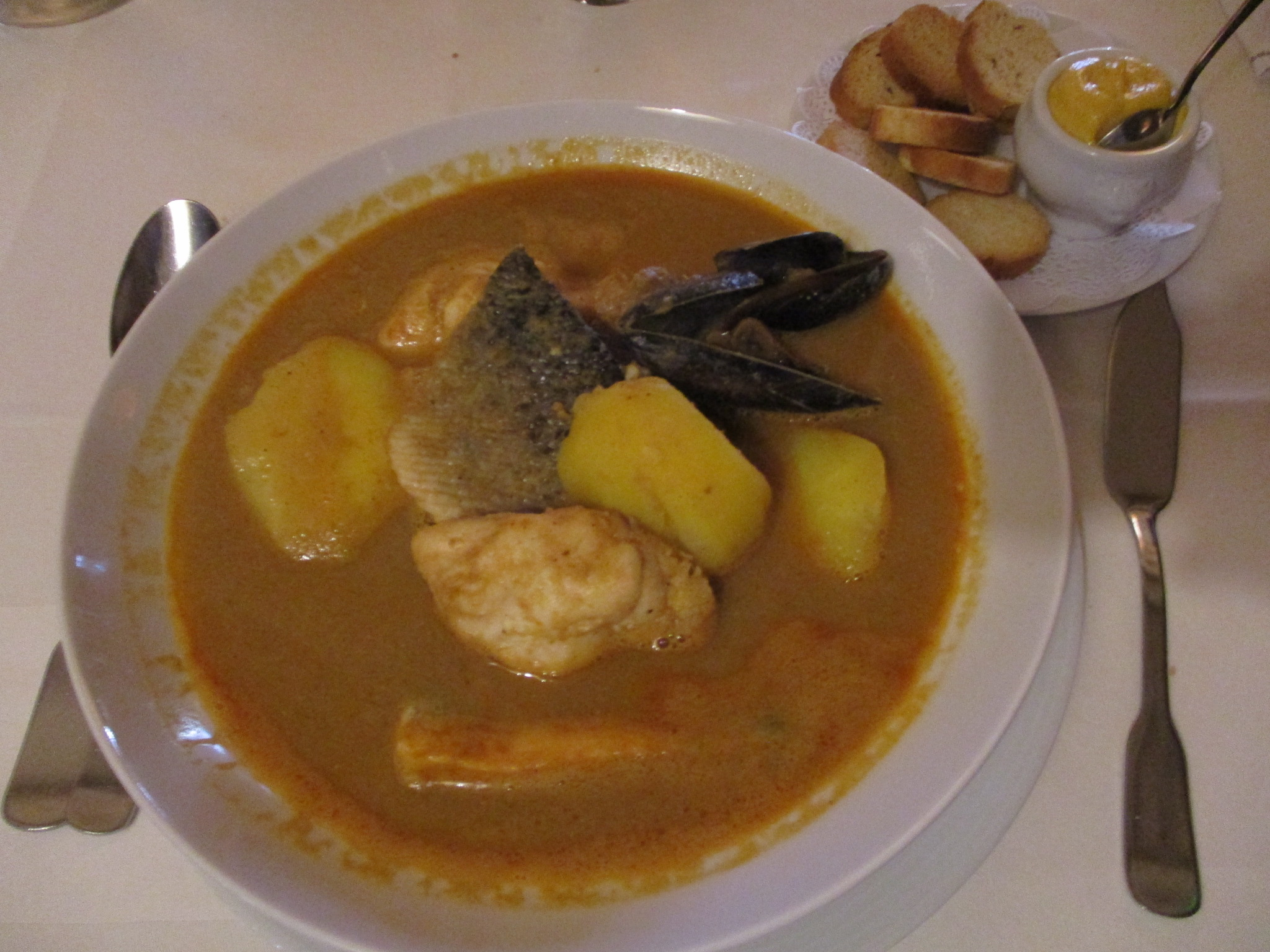
马赛鱼汤

因靠近地中海，马赛的传统食材多为海产品，其中马赛鱼汤混合了多种不同的海洋食材，配以普罗旺斯特产的橄榄油及蒜末，是当地的代表性菜品。马赛附近的普罗旺斯是法国南部重要的葡萄酒产区。除此之外，作为重要的国际性港口，马赛也聚集了来自世界各地的美食，包括烤串、库斯库斯、意式披萨、羊排烧烤以及亚洲食物。2020年，马赛境内共有32家餐厅被列入《米其林星级餐厅名单》。

### 艺术

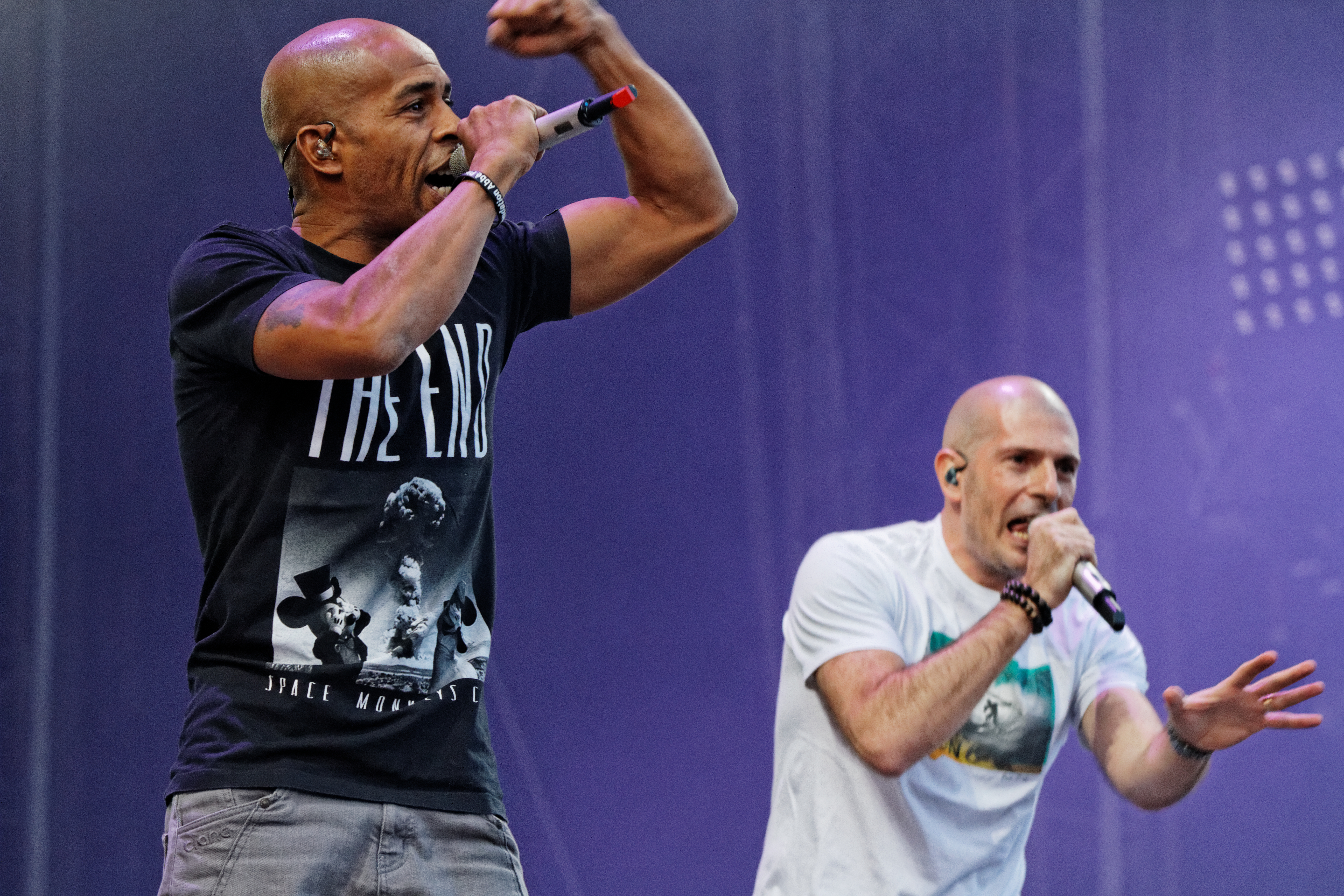
来自马赛的IAM乐队

作为普罗旺斯的代表性城市，来自法国及世界各地的导演常在马赛取景，与马赛相关代表性电影作品包括、《红圈》、《的士速递》、《肏我》、《非常人贩》、《真爱至上》、等。
马赛也因音乐而闻名，《马赛曲》是法国国歌，该曲因法国大革命期间来自马赛的志愿军前赴巴黎支援杜乐丽起义时高唱此歌而得名。马赛轻音乐是法国唯一一个以城市命名的音乐流派，代表性歌手包括阿利贝尔、埃米尔·奥迪弗雷德等。在流行音乐方面，马赛拥有多个嘻哈乐队，包括IAM (乐队)、Fonky Family等，曾于20世纪80年代末红极一时。帕特里克·菲奥里是马赛的代表性现代歌手，其作品《在我马赛的家》（Chez moi à Marseille）以及《在我们这儿（普朗达乌、艾尔贝勒）》（Chez nous (Plan d'Aou, Air bel)）与马赛直接相关。此外，自2000年起，马赛每年举办五洲爵士音乐节。
马赛也是法国的两个现代说唱发源地之一，与法国北部的塞纳河畔维特里（巴黎南部郊区市镇）齐名，代表乐队Psy 4 de la rime自20世纪90年代起活跃，其中两名主唱Soprano和Alonzo因私人原因在2015至2018年间各自发展，在此期间均成为了法国重要的音乐人物。JUL也是马赛重要的说唱歌手，其大部分MV作品直接取景于马赛街头。2020年8月，和其它另外7名马赛说唱歌手共同发布作品《有组织的乐队》（Bande Organisée）在法国获得了极高的关注度，相关短片在两个月内获得了超过1.3亿次的观看，其歌词“这里是马赛，亲爱的”（C'est Marseille Bébé）被印刻在了马赛奥林匹克的主场韦洛德罗姆球场看台上，并在球迷中广泛传唱。

### 体育

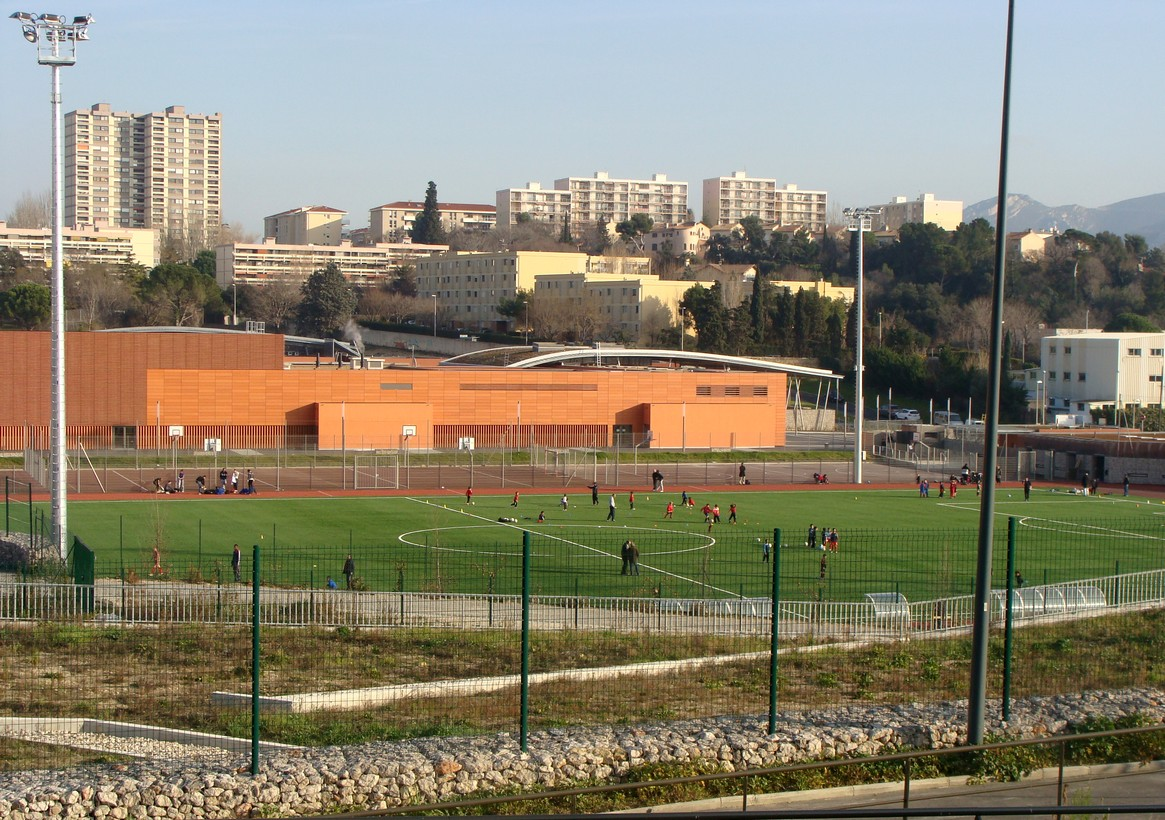
拉富拉热尔球场

2019年，马赛境内共有30家游泳池、90间体育馆、25座综合体育场、192处网球场、6处马术场、103处足球或橄榄球场、63处篮球或排球场以及3处高尔夫球场。马赛体育宫建成于1988年，是一个大型的综合性体育中心，提供各室内外体育项目的场地，同时也用于音乐会、大型展览等文化活动。
马赛曾获得2017年欧洲体育之都的称号。2024年巴黎奥运会的足球与帆船比赛也在马赛进行。

#### 足球

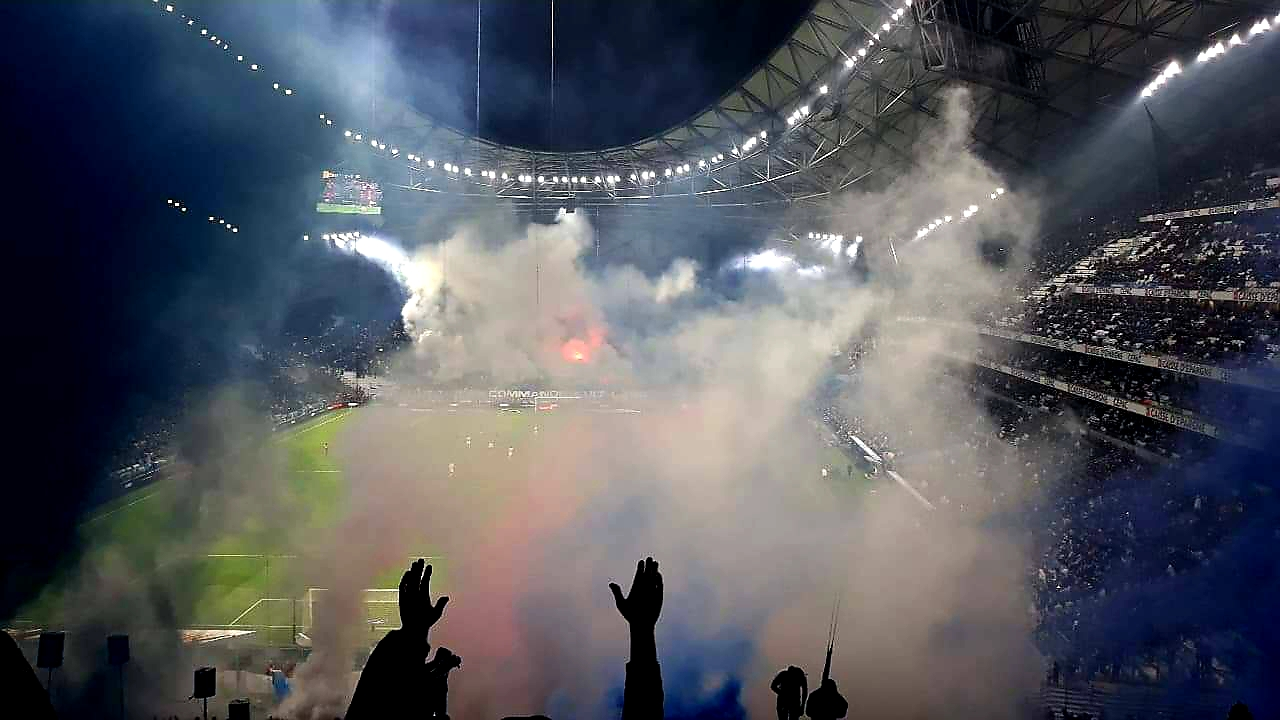
球场内的马赛球迷

马赛因同名足球俱乐部（常简称为）而闻名，于1899年成立，截至2020年，该队共夺得了1次欧洲冠军联赛、8届法国甲级联赛、2次法國超級盃及10次法国杯的冠军。2020至2021赛季，该队参加法国足球甲级联赛，其主场可同时容纳超过6.7万名观众，是法国规模最大的体育场之一，曾为1998年國際足協世界盃、2007年世界盃橄欖球賽和2016年歐洲足球錦標賽的分会场。齐内丁·齐达内是马赛代表性的足球运动员，其标志性的过人动作被称为“马赛回旋”。
除马赛奥林匹克外，马赛境内还有多个足球俱乐部，包括马赛竞技、马赛昂杜姆体育联盟等。马赛蓝星则是当地的一支美式足球队，2020至2021赛季参加法国美式足球甲级联赛。

#### 其它体育项目
马赛以及其所处法国南部地区因法式滚球而闻名，该项目在马赛居民中广为流行，当地每年举办世界法式滚球联赛。13公开赛是一项在马赛举办的室内硬地男子网球赛事，为ATP世界巡回赛250赛的其中一站。马赛马拉松自1984年起举办。
马赛大学俱乐部是马赛的一个包含了多个竞技项目的体育团体，因其最初由马赛的在校大学生组建而得名，现为法国室内体育联盟成员。马赛未来队是当地的一支联盟式橄榄球队，历史上曾获得过一处该项目的冠军；马赛游泳队则是当地的一个水上运动联盟，其水球队曾于2019年获得欧洲水球联赛的冠军。

## 相关人物
法兰西第三共和国第一任总统阿道夫·梯也尔、漫画家奥诺雷·杜米埃、作家安托南·阿尔托和埃德蒙·罗斯丹、足球运动员齐内丁·齐达内和萨米尔·纳斯里等出生于马赛。
逝世于马赛的主要人物则有法国诗人阿蒂尔·兰波。
大仲马的小说中，主人公埃德蒙·唐泰斯故乡就在马赛，而小说也以马赛作为开场舞台。

## 对外交流

### 友好城市
截至2020年，马赛共与12座城市互为友好城市：
| - 阿比让 - 比利时 安特卫普 - 丹麦 哥本哈根 - 塞内加尔 达喀尔 - 義大利 热那亚 - 以色列 海法 | - 德国 汉堡 - 日本 神户 - 乌克兰 敖德萨 - 希腊 比雷埃夫斯 - 摩洛哥 马拉喀什 - 中国 上海 |

### 领事馆
截至2023年5月，共有70个国家和地区在马赛设有领事馆：
| 阿尔及利亚驻马赛总领事馆 |
| 德国驻马赛总领事馆       |
| 亞美尼亞驻马赛总领事馆   |
| 奥地利驻马赛领事馆       |
| 玻利维亚驻马赛领事馆     |
| 保加利亚驻马赛领事馆     |
| 中非驻马赛领事馆         |
| 中国驻马赛总领事馆       |
| 喀麦隆驻马赛领事馆       |
| 驻马赛领事馆             |
| 驻马赛领事馆             |
| 巴西驻马赛领事馆         |
| 布吉納法索驻马赛领事馆   |
| 智利驻马赛领事馆         |
| 驻马赛领事馆             |

| 刚果共和国驻马赛领事馆 |
| 賽普勒斯驻马赛领事馆   |
| 驻马赛领事馆           |
| 丹麦驻马赛领事馆       |
| 驻马赛领事馆           |
| 埃及驻马赛总领事馆     |
| 西班牙驻马赛总领事馆   |
| 比利时驻马赛总领事馆   |
| 爱沙尼亚驻马赛领事馆   |
| 美国驻马赛总领事馆     |
| 芬兰驻马赛领事馆       |
| 英国驻马赛领事馆       |
| 希腊驻马赛总领事馆     |
| 驻马赛领事馆           |
| 几内亚驻马赛领事馆     |

| 海地驻马赛领事馆         |
| 匈牙利驻马赛领事馆       |
| 模里西斯驻马赛领事馆     |
| 斐济驻马赛领事馆         |
| 印度尼西亞驻马赛总领事馆 |
| 冰島驻马赛领事馆         |
| 以色列驻马赛总领事馆     |
| 義大利驻马赛总领事馆     |
| 日本驻马赛总领事馆       |
| 拉脫維亞驻马赛领事馆     |
| 立陶宛驻马赛领事馆       |
| 盧森堡驻马赛领事馆       |
| 黎巴嫩驻马赛总领事馆     |
| 利比亞驻马赛总领事馆     |
| 墨西哥驻马赛领事馆       |
| 摩尔多瓦驻马赛领事馆     |

| 摩納哥驻马赛领事馆       |
| 尼泊尔驻马赛领事馆       |
| 尼日尔驻马赛领事馆       |
| 挪威驻马赛领事馆         |
| 毛里塔尼亚驻马赛领事馆   |
| 驻马赛领事馆             |
| 马来西亚驻马赛领事馆     |
| 马达加斯加驻马赛总领事馆 |
| 馬爾他驻马赛领事馆       |
| 摩洛哥驻马赛领事馆       |
| 巴拿马驻马赛总领事馆     |
| 荷蘭驻马赛领事馆         |
| 秘魯驻马赛领事馆         |
| 菲律賓驻马赛领事馆       |
| 葡萄牙驻马赛总领事馆     |
| 驻马赛总领事馆           |

| 捷克驻马赛领事馆             |
| 羅馬尼亞驻马赛总领事馆       |
| 俄羅斯驻马赛总领事馆         |
| 塞内加尔驻马赛总领事馆       |
| 塞舌尔驻马赛领事馆           |
| 叙利亚驻马赛领事馆           |
| 瑞典驻马赛领事馆             |
| 瑞士驻马赛领事馆             |
| 土耳其驻马赛总领事馆         |
| 乌拉圭驻马赛领事馆           |
| 斯洛伐克驻马赛领事馆         |
| 聖多美和普林西比驻马赛领事馆 |
| 圣马力诺驻马赛领事馆         |
| 泰國驻马赛领事馆             |
| 突尼西亞驻马赛总领事馆       |
| 乌克兰驻马赛领事馆           |

### 著作
- Alèssi Dell'Umbria. . Paris: Agone. 2006: 756p. ISBN 2-7489-0061-8 （法语）.
- Claude Camous (préf. Jean Contrucci). . Gémenos: Autres Temps. 2009: 109p. ISBN 978-2-84521-377-7 （法语）.
- Claude Camous (préf. Jacques Bonnadier). . Gémenos: Autres Temps. 2011: 123p. ISBN 978-2-84521-428-6 （法语）.
- Edmond Échinard, Pierre Échinard et Médéric Gasquet-Cyrus. . Gémenos: Paris. 2013: 472p. ISBN 978-2-7540-5485-0 （法语）.

### 网站
- communes.com. . communes.com.   [2020-11-20]. （原始内容存档于2021-04-22） （法语）.
- INSEE. . insee.fr.   [2020-11-20]. （原始内容存档于2021-04-25） （法语）.

### 分类资料
历史类
1. ↑  Musées de Marseille. . Marseille. 1991. ISBN 2-85744-496-6 （法语）.
2. ↑  Philippe Audra, Jacques Collina-Girard et Bruno Arfib. . . Association française de karstologie. 2010. ISBN 978-2-95-042225-5 （法语）.
3. ↑  Roger Duchêne et Jean Contrucci. . Fayard. 1998: 862. ISBN 978-2-213-60197-7 （法语）.
4. ↑  franceculture.fr. . franceculture.fr. 2020-01-05  [2020-11-17]. （原始内容存档于2021-04-22） （法语）.
5. ↑  madeinmarseille.net. . madeinmarseille.net. 2019-11-10  [2020-11-17]. （原始内容存档于2021-04-22） （法语）.
6. ↑  François Herbaux. . Paris: Vuibert Sciences. 2008: 170. ISBN 978-2-7117-2486-4 （法语）.
7. ↑  Émile Temime. . Éditions Jeanne Laffitte. 2006: 215. ISBN 978-2-86276-449-8 （法语）.
8. ↑  miltiade.pagesperso-orange.fr. . miltiade.pagesperso-orange.fr.   [2020-11-17]. （原始内容存档于2021-04-08） （法语）.
9. ↑  Guy Le Moing. . Rennes: Marines Éditions. 2011: 619. ISBN 978-2-35743-077-8 （法语）.
10. ↑  histoire-pour-tous.fr. . histoire-pour-tous.fr. 2019-11-28  [2020-11-17]. （原始内容存档于2021-04-22） （法语）.
11. ↑  T. G. Elliott. . Pennsylvania: University of Scranton Press. 1996: 366. ISBN 0-940866-59-5 （英语）.
12. ↑  Michel Christol, Jean-Luc Fiches. . Paris: CNRS. 1999: p141–155  [2020-11-18]. （原始内容存档于2021-04-22） （法语）.
13. ↑  Nolin, Jean-Baptiste (1686-1762). . BNF.   [2020-11-18]. （原始内容存档于2021-04-22） （法语）.
14. ↑  Régis Bertrand. . Marseille: La Thune. 2008: 246p. ISBN 978-2-913847-43-9 （法语）.
15. ↑  Paul Amargier. . Marseille: La Thune. 1998. ISBN 978-2-84453-002-8 （法语）.
16. ↑  Justin Favrod. . Lausanne: Presses polytechniques et universitaires romandes. 2002. ISBN 2880745969 （法语）.
17. ↑  Marc Bouiron. . . Desiris Eds. 2009. ISBN 978-2-915418-35-4 （法语）.
18. ↑  Jean Lafaurie, Cécile Morrisson. Revue Numismatique , 编. . Persée. 1987  [2020-11-19]. （原始内容存档于2021-04-22） （法语）.
19. ↑  marseille-autrement.fr. . marseille-autrement.fr.   [2020-11-19]. （原始内容存档于2021-04-22） （法语）.
20. ↑  Caillemer R. Annales du Midi , 编. . Paris: Persée. 1908  [2020-11-19]. （原始内容存档于2021-04-22） （法语）.

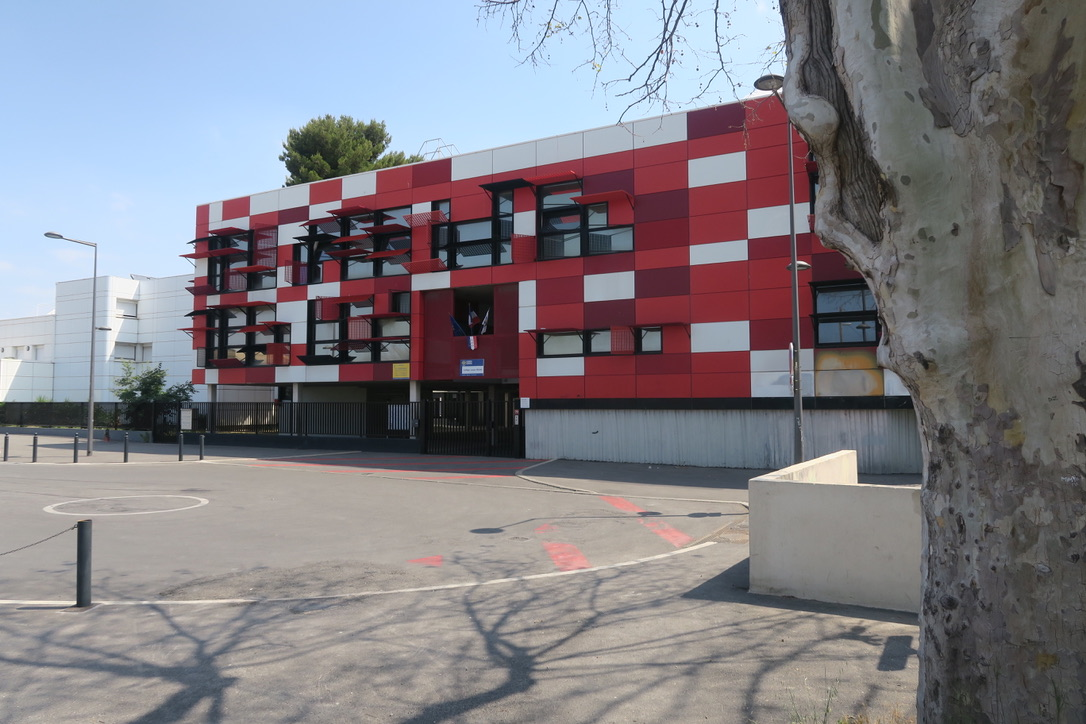
马赛的一处初级中学

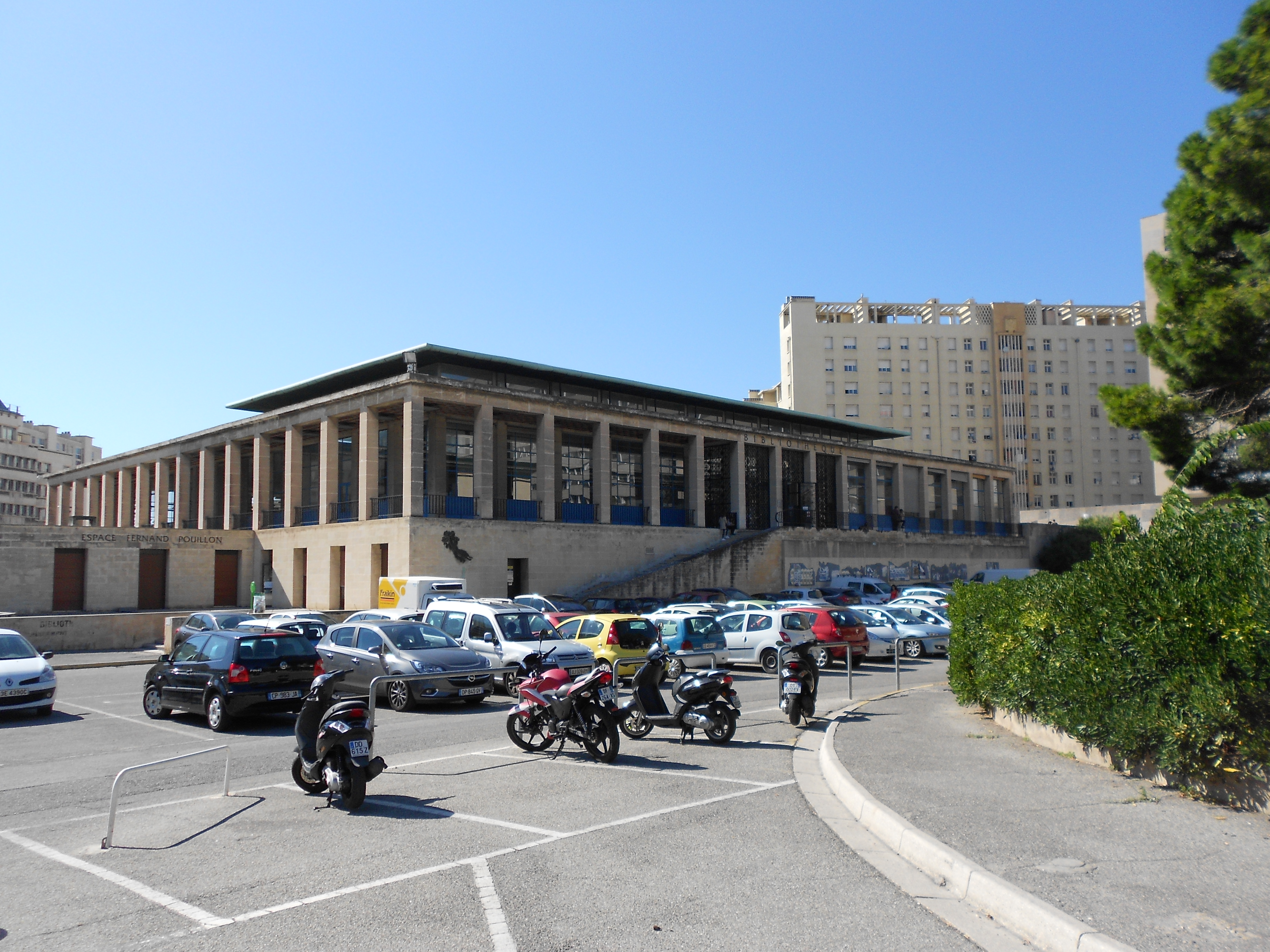
艾克斯-马赛大学的一处图书馆

21. ↑  Louis Blanchard. Barlatier-Feissat , 编. . Marseille: Université d'Aix-Marseille. 1883  [2020-11-19]. （原始内容存档于2021-03-23） （法语）.
22. ↑  Florian Mazel. . Paris: CTHS. 2002. ISBN 978-2-7355-0503-6 （法语）.
23. ↑  lesportesdutemps.com. . lesportesdutemps.com. 2018-03-02  [2020-11-19]. （原始内容存档于2021-04-22） （法语）.
24. ↑  Emmanuel Davin. Bulletin de l'Association Guillaume Budé , 编. . Persée. 1963  [2020-11-19]. （原始内容存档于2021-05-16） （法语）.
25. ↑  Barral des Baux. . jean.gallian.free.fr.   [2020-11-19]. （原始内容存档于2021-03-06） （法语）.
26. ↑  François Otchakovsky-Laurens. . Rives méditerranéennes. 2012. ISSN 2103-4001 （法语）.
27. ↑  historia.fr. . historia.fr.   [2020-11-19]. （原始内容存档于2021-05-01） （法语）.
28. ↑  Elisabeth Malamut et Mohamed Ouerfelli. . Marseille: Presses Universitaires de Provence. 2014: 344p. ISBN 978-2853999458 （法语）.
29. ↑  Arthur Auguste Beugnot. . . Paris: Lachevardière. 1824: 310p  [2020-11-19]. （原始内容存档于2021-04-22） （法语）.
30. ↑  François di Roma. . Marseille: éditions Jeanne Laffitte. 1990: 128p. ISBN 2862762091 （法语）.
31. ↑  Wolfgang Kaiser. . Paris: École des hautes études en sciences sociales. 1992: 411p. ISBN 2-7132-0989-7 （法语）.
32. ↑  musee-histoire-marseille-voie-historique.fr. . musee-histoire-marseille-voie-historique.fr.   [2020-11-19]. （原始内容存档于2021-04-22） （法语）.
33. ↑  Édouard Baratier (dir.), Max Escalon de Fonton, François Salviat, Maurice Euzennat, Félix Reynaud, René Pillorget, Charles Carrière, André Villard et Michel Vovelle. . Toulouse: Privat. 1990: 512p. ISBN 2-7089-4754-0 （法语）.
34. ↑  Charles Carrière, Marcel Coudurié et Ferréol Rebuffat. . Marseille: Jean-Michel Garçon. 1988: 356p. ISBN 978-2-9502847-1-6 （法语）.
35. ↑  Guy de Rambaud. . Anovi. 2005. ISBN 2-914818-02-5 （法语）.
36. ↑  Abbé Dassy. . Marseille: Barlatier-Feissat. 1877: p18-20 （法语）.
37. ↑  Xavier Daumalin, Nicole Girard et Olivier Ravieus. . Marseille: Jeanne Laffitte. 2003. ISBN 2-86276-394-2 （法语）.
38. ↑  Denise Jasmin. . Marseille: Jeanne Laffitte. 1996. ISBN 2-86276-307-1 （法语）.
39. ↑  Pierre Échinard. . Marseille: Jeanne Laffitte. 1994. ISBN 2-86276-254-7 （法语）.
40. ↑  Laurent Dornel. . Open Journals. 2013  [2020-11-19]. （原始内容存档于2021-05-03） （法语）.
41. ↑  retronews.fr. . retronews.fr. 2018-05-07  [2020-11-19]. （原始内容存档于2021-04-22） （法语）.
42. ↑  Comité sanitaire départemental de vigilance Marseille. . Marseille: Comité sanitaire départemental de vigilance Marseille. 1885 （法语）.
43. ↑  Témime (Emile), Lopez (Renée). Migrance , 编. . Edisud. 2007. ISBN 978-2862764504 （法语）.
44. ↑  Georges Aillaud, Isabelle Aillaud, Bernard Barbier. Éditions alors Hors du Temps , 编. . Archives municipales de Marseille. 2006: 139p. ISBN 2-915392-06-4 （法语）.
45. ↑  Émile Spiteri, Alex Mattalia, Pierre Echinard et Gabriel Vialle. CDM , 编. . 1987: 287p. ISBN 978-2-9502324-0-3 （法语）.
46. ↑  Pascal Blanchard et Gilles Boëtsch. Jeanne Laffitte , 编. . 2005: 239p. ISBN 2-7071-4575-0 （法语）.
47. ↑  Daniel-Charles Luytens. Jourdain , 编. . 2017: 280p. ISBN 978-2-39009-169-1 （法语）.
48. ↑  André Sauvageot. Ozanne , 编. . Paris. 1949. ASIN B018CE9WVI （法语）.
49. ↑  Jacques Delarue. Fayard , 编. . 1971: 512p. ISBN 978-2818503263 （法语）.
50. ↑  Paul Gaujac. Charles-Lavauzelle , 编. . Paris. 1985: 203p. ISBN 978-2-7025-0126-9 （法语）.
51. ↑  nouvelobs.com. . nouvelobs.com. 2012-07-06  [2020-11-19]. （原始内容存档于2021-04-22） （法语）.
52. ↑  Jacques Laupiès et Roland Martin. Éditions Paul Tacussel , 编. . Marseille. 1990: 607p. ISBN 2-903963-51-7 （法语）.
53. ↑  marsactu.fr. . marsactu.fr. 2018-02-03  [2020-11-19]. （原始内容存档于2021-04-22） （法语）.
54. ↑  lefigaro.fr. . lefigaro.fr. 2017-10-02  [2020-11-19]. （原始内容存档于2021-04-22） （法语）.
55. ↑  liberation.fr. . liberation.fr. 2018-11-05  [2020-11-19]. （原始内容存档于2021-04-22） （法语）.

地理类
1. ↑  marseilletourisme.fr. . marseilletourisme.fr.   [2020-11-22]. （原始内容存档于2021-04-22） （法语）.
2. ↑  brgm.fr. . marseilletourisme.fr. 2018-05-22  [2020-11-22]. （原始内容存档于2021-01-13） （法语）.
3. ↑  insee.fr. . insee.fr.   [2020-11-20]. （原始内容存档于2018-07-24） （法语）.
4. ↑  sig.ville.gouv.fr. . sig.ville.gouv.fr.   [2020-11-20]. （原始内容存档于2021-03-23） （法语）.
5. ↑  zou.maregionsud.fr. . zou.maregionsud.fr.   [2020-11-21]. （原始内容存档于2021-01-17） （法语）.
6. ↑  marseillechange.fr. . marseillechange.fr.   [2020-11-22]. （原始内容存档于2021-04-22） （法语）.
7. ↑  TER Provence-Alpes-Côte-d'Azur. . ter.sncf.fr.   [2020-11-20]. （原始内容存档于2021-04-22） （法语）.
8. ↑  ressources.data.sncf.com. . ressources.data.sncf.com.   [2020-11-20]. （原始内容存档于2020-11-28） （法语）.
9. ↑  garesetconnexions.sncf. . garesetconnexions.sncf.   [2020-11-22]. （原始内容存档于2021-05-05） （法语）.
10. ↑  rtm.fr. . rtm.fr.   [2020-11-20]. （原始内容存档于2021-05-14） （法语）.
11. ↑  humanite.fr. . humanite.fr. 2018-01-18  [2020-11-20]. （原始内容存档于2017-02-02） （法语）.
12. ↑  Cassini. . cassini.ehess.fr.   [2020-11-20]. （原始内容存档于2012-03-13） （法语）.

社科类
1. ↑  lantenne.com. . lantenne.com.   [2020-11-21]. （原始内容存档于2021-04-22） （法语）.
2. ↑  collectivites-locales.gouv.fr. . collectivites-locales.gouv.fr.   [2020-11-20]. （原始内容存档于2017-08-03） （法语）.
3. ↑  Ville de Marseille. . marseille.fr.   [2020-11-22]. （原始内容存档于2021-05-07） （法语）.
4. ↑  Aéroport Marseille Provence. . marseille.aeroport.fr. 2020-01-16  [2020-11-20]. （原始内容存档于2021-03-23） （法语）.
5. ↑  Aéroport Marseille Provence. . marseille.aeroport.fr.   [2020-11-20]. （原始内容存档于2021-04-22） （法语）.
6. ↑  . marseille-port.fr.   [2020-11-20]. （原始内容存档于2020-08-04） （法语）.
7. ↑  20minutes.fr. . 20minutes.fr. 2018-01-30  [2020-11-20]. （原始内容存档于2021-04-22） （法语）.
8. ↑  lannuaire.service-public.fr (编). . lannuaire.service-public.fr.   [2020-11-20]. （原始内容存档于2021-04-22） （法语）.
9. ↑  Manageo (编). . manageo.fr.   [2020-11-20]. （原始内容存档于2021-04-30） （法语）.
10. ↑  INSEE, Dossier complet - Commune de Marseille (13055), EMP T8 - Emplois selon le secteur d'activité （法文）
11. ↑  INSEE, Dossier complet - Commune de Marseille (13055), CEN T1 - Établissements actifs par secteur d'activité au 31 décembre 2015 （法文）
12. ↑  INSEE, Dossier complet - Commune de Marseille (13055), EMP T8 - Emplois selon le secteur d'activité - Industrie et Construction （法文）
13. ↑  INSEE, Dossier complet - Commune de Marseille (13055), CEN T1 - Établissements actifs par secteur d'activité au 31 décembre 2015 - Industrie et Construction （法文）
14. ↑  INSEE, Dossier complet - Commune de Marseille (13055), EMP T8 - Emplois selon le secteur d'activité - Commerce, transports, services divers （法文）
15. ↑  INSEE, Dossier complet - Commune de Marseille (13055), CEN T1 - Établissements actifs par secteur d'activité au 31 décembre 2015 - Administration publique, enseignement, santé, action sociale （法文）
16. ↑  JDN (编). . journaldunet.fr.   [2020-11-20]. （原始内容存档于2021-04-22） （法语）.
17. ↑  JDN (编). . journaldunet.fr.   [2020-11-20]. （原始内容存档于2021-04-30） （法语）.
18. ↑  JDN (编). . journaldunet.fr.   [2020-11-20]. （原始内容存档于2021-04-22） （法语）.
19. ↑  Académie d'Aix-Marseille. . ac-aix-marseille.fr.   [2020-11-20]. （原始内容存档于2020-05-11） （法语）.
20. ↑  . linternaute.com.   [2020-11-20]. （原始内容存档于2021-04-22） （法语）.
21. ↑  . villedata.fr.   [2020-11-20]. （原始内容存档于2021-04-22） （法语）.
22. ↑  . classement-lycees.etudiant.lefigaro.fr.   [2020-11-20]. （原始内容存档于2021-04-01） （法语）.
23. ↑  . classement-lycees.etudiant.lefigaro.fr.   [2020-11-20]. （原始内容存档于2021-05-12） （法语）.
24. ↑  . univ-amu.fr. 2020-11-04  [2020-11-20]. （原始内容存档于2021-11-21） （法语）.
25. ↑  . linternaute.com.   [2020-11-20]. （原始内容存档于2021-04-22） （法语）.
26. ↑  ap-hm.fr. . ap-hm.fr.   [2020-11-20]. （原始内容存档于2021-04-22） （法语）.
27. ↑  FHF. . etablissements.fhf.fr.   [2020-11-20]. （原始内容存档于2021-04-22） （法语）.
28. ↑  FHF. . etablissements.fhf.fr.   [2020-11-20]. （原始内容存档于2021-04-22） （法语）.
29. ↑  FHF. . etablissements.fhf.fr.   [2020-11-20]. （原始内容存档于2021-04-22） （法语）.
30. ↑  FHF. . etablissements.fhf.fr.   [2020-11-20] （法语）.[]
31. ↑  FHF. . etablissements.fhf.fr.   [2020-11-20]. （原始内容存档于2021-03-07） （法语）.
32. ↑  fr.ap-hm.fr. . fr.ap-hm.fr.   [2020-11-22]. （原始内容存档于2021-04-22） （法语）.
33. ↑  ouest-france.fr. . ouest-france.fr. 2020-03-23  [2020-11-22]. （原始内容存档于2021-03-18） （法语）.
34. ↑  . clinique-monticelli-marseille.ramsaygds.fr.   [2020-11-20]. （原始内容存档于2021-04-22） （法语）.
35. ↑  . ampmetropole.fr.   [2020-11-21]. （原始内容存档于2020-11-29） （法语）.
36. ↑  . linternaute.com.   [2020-11-20]. （原始内容存档于2021-04-22） （法语）.
37. ↑  . linternaute.com.   [2020-11-20]. （原始内容存档于2021-04-22） （法语）.
38. ↑  . marseille-provence.fr.   [2020-11-20]. （原始内容存档于2021-02-04） （法语）.
39. ↑  . linternaute.com.   [2020-11-20]. （原始内容存档于2021-04-22） （法语）.
40. ↑  . linternaute.com.   [2020-11-21]. （原始内容存档于2021-04-22） （法语）.
41. ↑  . linternaute.com.   [2020-11-21]. （原始内容存档于2021-04-22） （法语）.
42. ↑  . linternaute.com.   [2020-11-20]. （原始内容存档于2021-04-22） （法语）.
43. ↑  demarchesadministratives.fr. . demarchesadministratives.fr.   [2020-11-21]. （原始内容存档于2021-04-22） （法语）.
44. ↑  demarchesadministratives.fr. . demarchesadministratives.fr.   [2020-11-21]. （原始内容存档于2021-04-22） （法语）.
45. ↑  . euromediterranee.fr.   [2020-11-20]. （原始内容存档于2021-04-22） （法语）.
46. ↑  . marseille.fr.   [2020-11-20]. （原始内容存档于2021-05-18） （法语）.
47. ↑  . palais-des-sports.marseille.fr.   [2020-11-21]. （原始内容存档于2021-04-22） （法语）.
48. ↑  madeinmarseille.net. . madeinmarseille.net. 2017-09-26  [2020-11-21]. （原始内容存档于2021-04-22） （法语）.
49. ↑  . Office de Tourisme de Marseille.   [2023-05-16]. （原始内容存档于2023-05-16） （fr-FR）.
50. ↑  . www.marseille.fr.   [2023-05-16]. （原始内容存档于2023-05-16） （法语）.

文化类
1. ↑  Paul Mariéton. . Paris: Alphonse Lemerre. 1894 （法语）.
2. ↑  marsactu.fr. . marsactu.fr. 2010-11-27  [2020-11-21]. （原始内容存档于2021-04-22） （法语）.
3. ↑  . ipsa.fr.   [2020-11-20]. （原始内容存档于2021-04-22） （法语）.
4. ↑  travelguide.michelin.com. . travelguide.michelin.com.   [2020-04-23]. （原始内容存档于2021-03-06） （英语）.
5. ↑  marseille.catholique.fr. . marseille.catholique.fr.   [2020-11-21]. （原始内容存档于2021-04-22） （法语）.
6. ↑  marseille.catholique.fr. . marseille.catholique.fr.   [2020-11-21]. （原始内容存档于2021-04-22） （法语）.
7. ↑  Ministère de la Culture. . pop.culture.gouv.fr.   [2020-11-21]. （原始内容存档于2021-04-22） （法语）.
8. ↑  marseille.catholique.fr. . marseille.catholique.fr.   [2020-11-21]. （原始内容存档于2021-04-22） （法语）.
9. ↑  Ministère de la Culture. . pop.culture.gouv.fr.   [2020-11-21]. （原始内容存档于2021-04-22） （法语）.
10. ↑  . lamosqueeducoin.com.   [2020-11-21]. （原始内容存档于2021-04-22） （法语）. La ville de Marseille (13001) en France et ses alentours contiennent près de 32 mosquées et salles de prières.
11. ↑  . mosquee-des-cedres.fr.   [2020-11-21]. （原始内容存档于2021-04-22） （法语）.
12. ↑  . refworld.org.   [2020-11-21]. （原始内容存档于2021-04-22） （英语）.
13. ↑  Ministère de la Culture. . pop.culture.gouv.fr.   [2020-11-21]. （原始内容存档于2021-04-22） （法语）.
14. ↑  . consistoiredemarseille.com.   [2020-11-21]. （原始内容存档于2021-04-22） （法语）.
15. ↑  France 3 Provence-Alpes-Côte-d'Azur (编). . france3-regions.francetvinfo.fr.   [2020-11-20]. （原始内容存档于2021-04-22） （法语）.
16. ↑  marsactu.fr (编). . marsactu.fr. 2020-05-12  [2020-11-20]. （原始内容存档于2021-04-22） （法语）.
17. ↑  leravi.org (编). . leravi.org.   [2020-11-20]. （原始内容存档于2021-04-22） （法语）.
18. ↑  provenceazur-tv.fr (编). . provenceazur-tv.fr.   [2020-11-20]. （原始内容存档于2021-04-22） （法语）.
19. ↑  20minutes.fr. . 20minutes.fr. 2018-09-05  [2020-11-21]. （原始内容存档于2021-04-22） （法语）.
20. ↑  marseille-tourisme.com. . marseille-tourisme.com.   [2020-11-21]. （原始内容存档于2021-04-28） （法语）.
21. ↑  gaultmillau.com. . gaultmillau.com.   [2020-11-21]. （原始内容存档于2021-07-08） （法语）.
22. ↑  guide.michelin.com. . guide.michelin.com.   [2020-11-21]. （原始内容存档于2021-04-22） （法语）. 32 Restaurants trouvés
23. ↑  mariefrance.fr. . mariefrance.fr. 2017-09-08  [2020-11-21]. （原始内容存档于2021-04-22） （法语）.
24. ↑  Marie-Louise Jacotey. . Langres: D. Guéniot. 2013: 219p. ISBN 978-2-8782-5390-0 （法语）.
25. ↑  Georges Crescenzo. . Marseille: Autres Temps Editions. 2005: 214p. ISBN 2-84521-210-0 （法语）.
26. ↑  Julien Valnet (préf. Olivier Cachin). . Paris: Wildproject. 2013: 219p. ISBN 978-2-918490-25-8 （法语）.
27. ↑  leparisien.fr. . leparisien.fr. 2017-11-02  [2020-11-21]. （原始内容存档于2021-04-08） （法语）.
28. ↑  raprnb.com. . raprnb.com. 2020-09-18  [2020-11-21]. （原始内容存档于2021-04-22） （法语）.
29. ↑  tourisme-marseille.com (编). . tourisme-marseille.com.   [2020-11-21]. （原始内容存档于2021-03-07） （法语）.
30. ↑  . lequipe.fr.   [2020-11-20]. （原始内容存档于2021-05-21） （法语）.
31. ↑  FÉDÉRATION FRANÇAISE DE FOOTBALL (编). . fff.fr.   [2020-11-20]. （原始内容存档于2020-12-07） （法语）.
32. ↑  marseille-tourisme.com (编). . marseille-tourisme.com.   [2020-11-20]. （原始内容存档于2021-04-22） （法语）.
33. ↑  esgentside.com (编). . mesgentside.com.   [2020-11-20]. （原始内容存档于2021-04-22） （西班牙语）.
34. ↑  FÉDÉRATION FRANÇAISE DE FOOTBALL (编). . fff.fr.   [2020-11-21]. （原始内容存档于2020-12-07） （法语）.
35. ↑  FÉDÉRATION FRANÇAISE DE FOOTBALL (编). . fff.fr.   [2020-11-21]. （原始内容存档于2020-12-07） （法语）.
36. ↑  . les-sports.info.   [2020-11-21]. （原始内容存档于2021-04-01） （法语）.
37. ↑  France 3 Provence-Alpes-Côte-d'Azur (编). . france3-regions.francetvinfo.fr.   [2020-11-21]. （原始内容存档于2021-05-16） （法语）.
38. ↑  sportmarseille.fr (编). . sportmarseille.fr.   [2020-11-21]. （原始内容存档于2021-04-08） （法语）.
39. ↑  smuc.fr (编). . smuc.fr.   [2020-11-20]. （原始内容存档于2021-04-22） （法语）.
40. ↑  lequipe.fr (编). . lequipe.fr. 2019-04-13  [2020-11-20]. （原始内容存档于2021-04-22） （法语）.

### 多次引用的资料
1. 1 2 3  commune.com, La ville de Marseille （法文）
2. 1 2 3 4 5 6 7 8 9 10 11 12 13 14 15 16 17 18 19 20 21 22 23 24 25 26 27 28 29 30  Géoportail. . Géoportail.   [2020-11-20]. （原始内容存档于2017-01-29） （法语）.
3. 1 2  marinspompiersdemarseille.com. . marinspompiersdemarseille.com.   [2020-11-19]. （原始内容存档于2021-04-22） （法语）.
4. 1 2  geolfrance.brgm.fr. . geolfrance.brgm.fr. 2018  [2020-11-22]. （原始内容存档于2021-04-22） （法语）.
5. 1 2 3  . infoclimat.fr.   [2020-11-20]. （原始内容存档于2021-04-01） （法语）.
6. 1 2  Le Monde (编). . lemonde.fr.   [2020-10-11]. （原始内容存档于2021-05-21） （法语）.
7. 1 2 3 4 5 6  . marseille-provence.fr.   [2020-11-20]. （原始内容存档于2021-04-24） （法语）.
8. 1 2  . linternaute.com.   [2020-11-20]. （原始内容存档于2021-04-22） （法语）.
9. 1 2  . linternaute.fr.   [2020-11-20]. （原始内容存档于2021-05-25） （法语）.
10. ↑  https://www.insee.fr/fr/statistiques/2011101?geo=COM-13055.
11. ↑  . 法国国家统计与经济研究所.   [2021年6月4日].
12. 1 2  . marseille-provence.fr.   [2020-11-20]. （原始内容存档于2020-12-07） （法语）.
13. 1 2 3  . linternaute.com.   [2020-11-20]. （原始内容存档于2021-04-22） （法语）.